# Folio policier
 (juin 2022).

Logo de la collection depuis 2015

Folio policier est une collection de romans policiers initiée en 1998 par les éditions Gallimard sous la marque Folio.

## Présentation
La collection Folio policier est lancée en 1998 par les éditions Gallimard pour succéder à la collection Carré noir, éteinte dix années plus tôt. Yvond Girard, le directeur de la collection Folio, est tout d'abord le directeur de la collection avant de laisser sa place par manque de temps et de compétence à Lionel Besnier en mars 2003. La collection a d'abord repris beaucoup de classiques édités dans la collection Série noire pour ensuite s'ouvrir à d'autres collections de Gallimard (Carré noir ou La Poche noire) puis à d'autres maisons d'éditions (Denoël, Gaïa, La Table Ronde). Lionel Besnier laisse sa place en 2010 à Julie Maillard[source secondaire nécessaire].
À partir d'octobre 2014, la collection Folio policier est enrichie d'une sous-série nommée XL (en même temps que Folio et Folio SF). Cette sous-série, qui s'inscrit dans la numérotation de la série Folio policier, publie des ouvrages regroupant plusieurs titres d'un même auteur dans un format supérieur à la série classique de la collection[pertinence contestée].

### Logo de la collection

De 1998 à 2011
De 2011 à 2015
Depuis 2015

## Liste des ouvrages publiés dans la collection Folio policier
| No   | Auteur                                       | Titre | Titre original                                                  | Année de parution dans la collection |
| ---- | -------------------------------------------- | --- | --------------------------------------------------------------- | ------------------------------------ |
| 0001 | Dantec, Maurice G.                           | La Sirène rouge | –                                                               | 1998                                 |
| 0002 | Jonquet, Thierry                             | Les Orpailleurs | –                                                               | 1998                                 |
| 0003 | Benacquista, Tonino                          | La Maldonne des sleepings | –                                                               | 1998                                 |
| 0004 | Manchette, Jean-Patrick                      | La Position du tireur couché | –                                                               | 1998                                 |
| 0005 | Pouy, Jean Bernard                           | RN 86 | –                                                               | 1998                                 |
| 0006 | Saint-André, Alix de                         | L'Ange et le Réservoir de liquide à freins | –                                                               | 1998                                 |
| 0007 | Bogart, Stephen Humphrey                     | Play It Again | Play It Again                                                   | 1998                                 |
| 0008 | Couglin, William J.                          | Vices de forme | Death Penalty                                                   | 1998                                 |
| 0009 | Larsson, Björn                               | Le Cercle celtique | Den keltiska ringen                                             | 1998                                 |
| 0010 | Standford, John                              | Froid dans le dos | Silent Prey                                                     | 1998                                 |
| 0011 | Behm, Marc                                   | Mortelle randonnée | Eye of the beholder                                             | 1998                                 |
| 0012 | Benacquista, Tonino                          | La Commedia des ratés | –                                                               | 1998                                 |
| 0013 | Chandler, Raymond                            | Le Grand Sommeil | The Big Sleep                                                   | 1998                                 |
| 0014 | Charyn, Jerome                               | Marilyn la dingue | Marilyn the Wild                                                | 1998                                 |
| 0015 | Daeninckx, Didier                            | Meurtres pour mémoire | –                                                               | 1998                                 |
| 0016 | Goodis, David                                | La Pêche aux avaros | Somebody's Done For                                             | 1998                                 |
| 0017 | Hammett, Dashiell                            | La Clé de verre | The Glass Key                                                   | 1998                                 |
| 0018 | Hillerman, Tony                              | Le Peuple de l'ombre | People of Darkness                                              | 1998                                 |
| 0019 | Himes, Chester                               | Imbroglio negro | Don't Play With the Dead                                        | 1998                                 |
| 0020 | Japrisot, Sébastien                          | L'Été meurtrier | –                                                               | 1998                                 |
| 0021 | Japrisot, Sébastien                          | Le Passager de la pluie | –                                                               | 1998                                 |
| 0022 | Magnan, Pierre                               | Le Commissaire dans la truffière | –                                                               | 1998                                 |
| 0023 | Manchette, Jean-Pierre                       | Le Petit Bleu de la côte ouest | –                                                               | 1998                                 |
| 0024 | McCoy, Horace                                | Un linceul n'a pas de poches | No Pockets in a Shroud                                          | 1998                                 |
| 0025 | Pouy, Jean-Bernard                           | L'Homme à l'oreille croquée | –                                                               | 1998                                 |
| 0026 | Thompson, Jim                                | 1275 âmes | Pop. 1280                                                       | 1998                                 |
| 0027 | Tracy, Don                                   | La Bête qui sommeille | How Sleeps the Beast                                            | 1998                                 |
| 0028 | Vautrin, Jean                                | Billy-ze-kick | –                                                               | 1998                                 |
| 0029 | Westlake, Donald E.                          | L'Assassin de papa | 361                                                             | 1998                                 |
| 0030 | Williams, Charles                            | Vivement dimanche ! | The Long Saturday Night                                         | 1998                                 |
| 0031 | Dobyns, Stephen                              | Un chien dans la soupe | Cold Dog Soup                                                   | 1998                                 |
| 0032 | Goines, Donald                               | Ne mourez jamais seul | Never Die Alone                                                 | 1998                                 |
| 0033 | Fajardie, Frédéric H.                        | Sous le regard des élégantes | –                                                               | 1998                                 |
| 0034 | Daeninckx, Didier                            | Mort au premier tour | –                                                               | 1998                                 |
| 0035 | Chandler, Raymond                            | Fais pas ta rosière ! | The Little Sister                                               | 1998                                 |
| 0036 | Crews, Harry                                 | Body | Body                                                            | 1999                                 |
| 0037 | Goodis, David                                | Sans espoir de retour | Street of No Return                                             | 1999                                 |
| 0038 | Hammett, Dashiell                            | La Moisson rouge | Red Harvest                                                     | 1999                                 |
| 0039 | Himes, Chester                               | Ne nous énervons pas ! | Be Calm (ou The Heat's On)                                      | 1999                                 |
| 0040 | Irish, William                               | L'Heure blafarde | Deadline at Dawn                                                | 1999                                 |
| 0041 | Boileau-Narcejac                             | Maléfices | –                                                               | 1999                                 |
| 0042 | Daeninckx, Didier                            | Le Bourreau et son double | –                                                               | 1999                                 |
| 0043 | Japrisont, Sébastien                         | La Dame dans l'auto avec des lunettes et un fusil | –                                                               | 1999                                 |
| 0044 | Manchette, Jean-Patrick                      | Fatale | –                                                               | 1999                                 |
| 0045 | Simenon, Georges                             | Le Locataire | –                                                               | 1999                                 |
| 0046 | Simenon, Georges                             | Les Demoiselles de Concarneau | –                                                               | 1999                                 |
| 0047 | Amila, Jean                                  | Noces de soufre | –                                                               | 1999                                 |
| 0048 | Kempley, Walter                              | L'Ordinateur des pompes funèbres | The Probability Factor                                          | 1999                                 |
| 0049 | Benacquista, Tonino                          | Trois carrés rouges sur fond noir | –                                                               | 1999                                 |
| 0050 | Hammett, Dashiell                            | Le Faucon de Malte | The Maltse Falcon                                               | 1999                                 |
| 0051 | Jaouen, Hervé                                | Connemara Queen | –                                                               | 1999                                 |
| 0052 | Jonquet, Thierry                             | Mygale | –                                                               | 1999                                 |
| 0053 | Le Breton, Auguste                           | Du rififi chez les hommes | –                                                               | 1999                                 |
| 0054 | Simenon, Georges                             | Le Suspect | –                                                               | 1999                                 |
| 0055 | Errer, Emmanuel                              | Descente en torche | –                                                               | 1999                                 |
| 0056 | Ledesma, Francisco González                  | La Dame de cachemire | La Dama de Cachemira                                            | 1999                                 |
| 0057 | Chandler, Raymond                            | Charades pour écroulés | Playback                                                        | 1999                                 |
| 0058 | Cook, Robin                                  | Le Soleil qui s'éteint | Sick Transit                                                    | 2000                                 |
| 0059 | Daeninckx, Didier                            | Le Der des ders | –                                                               | 1999                                 |
| 0060 | Daeninckx, Didier                            | La Mort n'oublie personne | –                                                               | 1999                                 |
| 0061 | Simenon, Georges                             | L’Assassin | –                                                               | 1999                                 |
| 0062 | Fast, Howard                                 | Tu peux crever ! | Shirley                                                         | 1999                                 |
| 0063 | Dantec, Maurice G.                           | Les Racines du mal | –                                                               | 1999                                 |
| 0064 | Barjavel, René                               | La Peau de César | –                                                               | 1999                                 |
| 0065 | Daeninckx, Didier                            | Lumière noire | –                                                               | 1999                                 |
| 0066 | Himes, Chester                               | La Reine des pommes | The Five Cornered Square                                        | 1999                                 |
| 0067 | Japrisont, Sébastien                         | Compartiment tueurs | –                                                               | 1999                                 |
| 0068 | Crumley, James                               | La Danse de l'ours | Dancing Bear                                                    | 1999                                 |
| 0069 | Villard, Marc                                | La Porte de derrière | –                                                               | 1999                                 |
| 0070 | Boileau-Narcejac                             | Sueurs froides | –                                                               | 1999                                 |
| 0071 | Daeninckx, Didier                            | Le Géant inachevé | –                                                               | 1999                                 |
| 0072 | Himes, Chester                               | Tout pour plaire | The Big Gold Dream                                              | 1999                                 |
| 0073 | Japrisont, Sébastien                         | Piège pour Cendrillon | –                                                               | 1999                                 |
| 0074 | Magnan, Pierre                               | Les Charbonniers de la mort | –                                                               | 1998                                 |
| 0075 | Manchette, Jean-Patrick                      | L'Affaire N'Gustro | –                                                               | 1999                                 |
| 0076 | Pouy, Jean Bernard                           | La Belle de Fontenay | –                                                               | 1999                                 |
| 0077 | Weisbecker, Allan C.                         | Cosmix banditos | Cosmix banditos                                                 | 1999                                 |
| 0078 | Chandler, Raymond                            | La Grande Fenêtre | The High Window                                                 | 2000                                 |
| 0079 | Magnan, Pierre                               | Les Courriers de la mort | –                                                               | 1999                                 |
| 0080 | Crews, Harry                                 | La Malédiction du gitan | The Gipsy’s Curse                                               | 1999                                 |
| 0081 | Guinzburg, Michael                           | Envoie-moi au ciel, Scotty | Beam Me Up, Scotty                                              | 1999                                 |
| 0082 | Boileau-Narcejac                             | Le Bonsaï | –                                                               | 1999                                 |
| 0083 | Burnett, William R.                          | Quand la ville dort | The Asphalt Jungle                                              | 1999                                 |
| 0084 | Daeninckx, Didier                            | Un château en bohême | –                                                               | 1999                                 |
| 0085 | Daeninckx, Didier                            | Le Facteur fatal | –                                                               | 1999                                 |
| 0086 | Daeninckx, Didier                            | Métropolice | –                                                               | 1999                                 |
| 0087 | Magnan, Pierre                               | La Maison assassinée | –                                                               | 1999                                 |
| 0088 | Magnan, Pierre                               | Le Mystère de Séraphin Monge | –                                                               | 1999                                 |
| 0089 | Manchette, Jean-Patrick                      | Morgue pleine | –                                                               | 1999                                 |
| 0090 | Simenon, Georges                             | Les Inconnus dans la maison | –                                                               | 1999                                 |
| 0091 | Bogart, Stephen Humphrey                     | Le Remake | As Time Goes By                                                 | 1998                                 |
| 0092 | McShane, Mark                                | Les Écorchés | Untimely Ripped                                                 | 1999                                 |
| 0093 | Boileau-Narcejac                             | Terminus | –                                                               | 1999                                 |
| 0094 | Charyn, Jerome                               | Les Filles de Maria | Maria's Girls                                                   | 1999                                 |
| 0095 | Cook, Robin                                  | Il est mort les yeux ouverts | He Died With His Eyes Open                                      | 2000                                 |
| 0096 | Simenon, Georges                             | L'Homme qui regardait passer les trains | –                                                               | 1999                                 |
| 0097 | Simenon, Georges                             | Touriste de bananes | –                                                               | Jamais paru                          |
| 0098 | Simenon, Georges                             | La Vérité sur Bébé Donge | –                                                               | 1999                                 |
| 0099 | Simenon, Georges                             | Le Cercle des Mahé | –                                                               | 1999                                 |
| 0100 | Simenon, Georges                             | Ceux de la soif | –                                                               | 1999                                 |
| 0101 | Simenon, Georges                             | Le Coup-de-Vague | –                                                               | 1999                                 |
| 0102 | Boileau-Narcejac                             | Carte vermeil | –                                                               | 1999                                 |
| 0103 | Boileau-Narcejac                             | Celle qui n'était plus | –                                                               | 1999                                 |
| 0104 | Boileau-Narcejac                             | J'ai été un fantôme | –                                                               | 1999                                 |
| 0105 | Himes, Chester                               | L'Aveugle au pistolet | Blind Man with a Pistol                                         | 1999                                 |
| 0106 | Jonquet, Thierry                             | La Bête et la Belle | –                                                               | 1999                                 |
| 0107 | Magnan, Pierre                               | Le Secret des andrônes | –                                                               | 2000                                 |
| 0108 | Magnan, Pierre                               | La Folie Forcalquier | –                                                               | 2000                                 |
| 0109 | Magnan, Pierre                               | Le Sang des Atrides | –                                                               | 2000                                 |
| 0110 | Simenon, Georges                             | Le Bourgmestre de Furnes | –                                                               | 2000                                 |
| 0111 | Simenon, Georges                             | Le Voyageur de la Toussaint | –                                                               | 2000                                 |
| 0112 | Manchette, Jean-Patrick                      | Nada | –                                                               | 1999                                 |
| 0113 | Ross, James                                  | Une poire pour la soif | They Don’t Dance to Much                                        | 1999                                 |
| 0114 | Bialot, Joseph                               | Le Salon du prêt-à-saigner | –                                                               | 2000                                 |
| 0115 | Irish, William                               | J'ai épousé une ombre | I Married A Dead Man                                            | 2000                                 |
| 0116 | le Carré, John                               | L'Appel du mort | Call For the Dead                                               | Jamais paru                          |
| 0117 | McCoy, Horace                                | On achève bien les chevaux | They Shoot Horses, Don't They?                                  | 2000                                 |
| 0118 | Rendell, Ruth Simpson, Helen                 | Heures fatales | Ungarded Hours                                                  | Jamais paru                          |
| 0119 | Jonquet, Thierry                             | Mémoire en cage | –                                                               | 1999                                 |
| 0120 | Standford, John                              | Froid aux yeux | Eyes of Prey                                                    | 2000                                 |
| 0121 | Manchette, Jean-Patrick                      | Que d'os ! | –                                                               | 2000                                 |
| 0122 | Cain, James M.                               | Le facteur sonne toujours deux fois | The Postman Always Rings Twice                                  | 2000                                 |
| 0123 | Chandler, Raymond                            | Adieu ma jolie | Farewell, My Lovely                                             | 2000                                 |
| 0124 | Fonteneau, Pascale                           | La Puissance du désordre | –                                                               | 1999                                 |
| 0125 | Granotier, Sylvie                            | Courrier posthume | –                                                               | 1999                                 |
| 0126 | Khadra, Yasmina                              | Morituri | –                                                               | 1999                                 |
| 0127 | Pouy, Jean-Bernard                           | Spinoza encule Hegel | –                                                               | 1999                                 |
| 0128 | Raynal, Patrick                              | Nice 42e rue | –                                                               | 1999                                 |
| 0129 | Reboux, Jean-Jacques                         | Le Massacre des innocents | –                                                               | 2000                                 |
| 0130 | Cook, Robin                                  | Les mois d'avril sont meurtriers | The Devil's Home on Leave                                       | 2000                                 |
| 0131 | Daeninckx, Didier                            | Play-back | –                                                               | 1999                                 |
| 0132 | le Carré, John                               | L'Espion qui venait du froid | The Spy Who Came in from the Cold                               | Jamais paru                          |
| 0133 | Magnan, Pierre                               | Les Secrets de Laviolette | –                                                               | 2000                                 |
| 0134 | Simenon, Georges                             | La Marie du port | –                                                               | Jamais paru                          |
| 0135 | Schlink, Bernhard Popp, Walter               | Brouillard sur Mannheim | Selbs Justiz                                                    | 1999                                 |
| 0136 | Westlake, Donald E.                          | Château en esbroufe | Castle in the Air                                               | 1999                                 |
| 0137 | Jaouen, Hervé                                | Hôpital souterrain | –                                                               | 2000                                 |
| 0138 | Chandler, Raymond                            | La Dame du lac | Lady in the Lake                                                | 2000                                 |
| 0139 | Goodis, David                                | L'Allumette facile | Fire in the Flesh                                               | 2002                                 |
| 0140 | Simenon, Georges                             | Le Testament Donadieu | –                                                               | 1999                                 |
| 0141 | Williams, Charles                            | La Mare aux diams | Scorpion Reef                                                   | Jamais paru                          |
| 0142 | Boileau-Narcejac                             | La Main passe | –                                                               | 1999                                 |
| 0143 | Littell, Robert                              | Ombres rouges | An Agent in Place                                               | 1999                                 |
| 0144 | Ring, Raymond H.                             | Arizona Kiss | Arizona Kiss                                                    | 1999                                 |
| 0145 | Delteil, Gérard                              | Balles de charité | –                                                               | 2000                                 |
| 0146 | Pike, Robert L.                              | Tout le monde au bain | Reardon                                                         | 2000                                 |
| 0147 | Diez, Rolo                                   | L'Effet tequila | Mato y voy                                                      | 2000                                 |
| 0148 | Khadra, Yasmina                              | Double Blanc | –                                                               | 2000                                 |
| 0149 | Pouy, Jean-Bernard                           | À sec ! (Spinoza encule Hegel, le retour) | –                                                               | 2000                                 |
| 0150 | Reboux, Jean-Jacques                         | Poste mortem | –                                                               | 2000                                 |
| 0151 | Fonteneau, Pascale                           | Confidences sur l'escalier | –                                                               | 2000                                 |
| 0152 | Raynal, Patrick                              | La Clef de seize | –                                                               | 2000                                 |
| 0153 | A.D.G.                                       | Pour venger pépère | –                                                               | 2000                                 |
| 0154 | Crumley, James                               | Les Serpents de la frontière | Bordersnakes                                                    | 2000                                 |
| 0155 | Rankin, Ian                                  | Le Carnet noir | The Black Book                                                  | 2000                                 |
| 0156 | Thomas, Louis C.                             | Une femme de trop | –                                                               | 2000                                 |
| 0157 | Littell, Robert                              | Les Enfants d'Abraham | The Children of Abraham                                         | 2000                                 |
| 0158 | Simenon, Georges                             | Faubourg | –                                                               | 2000                                 |
| 0159 | Simenon, Georges                             | Les Trois Crimes de mes amis | –                                                               | 2000                                 |
| 0160 | Simenon, Georges                             | Le Rapport du gendarme | –                                                               | 2000                                 |
| 0161 | Benson, Stéphanie                            | Une chauve-souris dans le grenier | –                                                               | 2000                                 |
| 0162 | Siniac, Pierre                               | Reflets changeants sur mare de sang | –                                                               | 2000                                 |
| 0163 | Tosches, Nick                                | La Religion des ratés | Cut Numbers                                                     | 2000                                 |
| 0164 | Fajardie, Frédéric H.                        | Après la pluie | –                                                               | 2000                                 |
| 0165 | Joensuu, Matti Yrjänä                        | Harjunpää et le fils du policier | Harjunpää ja poliisin poika                                     | 2000                                 |
| 0166 | Khadra, Yasmina                              | L'Automne des chimères | –                                                               | 2000                                 |
| 0167 | Simenon, Georges                             | La Marie du port | –                                                               | 2000                                 |
| 0168 | Reboux, Jean-Jacques                         | Fondu au noir | –                                                               | 2000                                 |
| 0169 | Hammett, Dashiell                            | Le Sac de Couffignal | The Gutting of Couffignal                                       | 2000                                 |
| 0170 | Japrisot, Sébastien                          | Adieu l'ami | –                                                               | 2000                                 |
| 0171 | A.D.G.                                       | Notre frère qui êtes odieux... | –                                                               | 2000                                 |
| 0172 | Hjortsberg, William                          | Nevermore | Nevermore                                                       | 2000                                 |
| 0173 | Delteil, Gérard                              | Riot Gun | –                                                               | 2000                                 |
| 0174 | Holden, Craig                                | Route pour l'enfer | The Last Sanctuary                                              | 2000                                 |
| 0175 | Tosches, Nick                                | Trinités | Trinities                                                       | 2000                                 |
| 0176 | Fajardie, Frédéric H.                        | Clause de style | –                                                               | 2000                                 |
| 0177 | Page, Alain                                  | Tchao Pantin | –                                                               | 2000                                 |
| 0178 | Crews, Harry                                 | La Foire aux serpents | A Feast of Snakes                                               | 2000                                 |
| 0179 | Benson, Stéphanie                            | Un singe sur le dos | –                                                               | 2000                                 |
| 0180 | Block, Lawrence                              | Une danse aux abattoirs | A Dance at the Slaugterhouse                                    | 2000                                 |
| 0181 | Simenon, Georges                             | Les Sœurs Lacroix | –                                                               | 2000                                 |
| 0182 | Simenon, Georges                             | Le Cheval-Blanc | –                                                               | 2000                                 |
| 0183 | Simonin, Albert                              | Touchez pas au grisbi ! | –                                                               | 2000                                 |
| 0184 | Pouy, Jean-Bernard                           | Suzanne et les ringards | –                                                               | 2000                                 |
| 0185 | Siniac, Pierre                               | Les Monte-en-l'air sont là | –                                                               | 2000                                 |
| 0186 | Stone, Robert                                | Les Guerriers de l'enfer | Dog Soldiers                                                    | 2000                                 |
| 0187 | Granotier, Sylvie                            | Sueurs chaudes | –                                                               | 2000                                 |
| 0188 | Boileau-Narcejac                             | … Et mon tout est un homme | –                                                               | 2000                                 |
| 0189 | A.D.G.                                       | On n'est pas des chiens | –                                                               | 2001                                 |
| 0190 | Amila, Jean                                  | Le Boucher des Hurlus | –                                                               | 2001                                 |
| 0191 | Reid, Robert Sims                            | Cupide | Cupid                                                           | 2001                                 |
| 0192 | Collins, Max Allan                           | La Mort est sans remède | No Cure for Dead                                                | 2001                                 |
| 0193 | Pouy, Jean-Bernard                           | Larchmütz 5632 | –                                                               | 2001                                 |
| 0194 | Izzo, Jean-Claude                            | Total Khéops | –                                                               | 2001                                 |
| 0195 | Izzo, Jean-Claude                            | Chourmo | –                                                               | 2001                                 |
| 0196 | Izzo, Jean-Claude                            | Solea | –                                                               | 2001                                 |
| 0197 | Topor, Tom                                   | L'Orchestre des ombres | Coda                                                            | 2001                                 |
| 0198 | Magnan, Pierre                               | Le Tombeau d'Hélios | –                                                               | 2001                                 |
| 0199 | Jonquet, Thierry                             | Le Secret du rabbin | –                                                               | 2001                                 |
| 0200 | Littell, Robert                              | Le Fil rouge | Walking Back the Cat                                            | 2001                                 |
| 0201 | Simenon, Georges                             | L'Aîné des Ferchaux | –                                                               | 2001                                 |
| 0202 | Raynal, Patrick                              | Le Marionnettiste | –                                                               | 2001                                 |
| 0203 | Daeninckx, Didier                            | La Repentie | –                                                               | 2001                                 |
| 0204 | –                                            | – | –                                                               | –                                    |
| 0205 | Williams, Charles                            | Le Pigeon | A Touch of Death                                                | 2001                                 |
| 0206 | Ledesma, Francisco González                  | Les Rues de Barcelone | Las Calles de Nuestros Padres                                   | 2000                                 |
| 0207 | Boileau-Narcejac                             | Les Louves | –                                                               | 2001                                 |
| 0208 | Williams, Charles                            | Aux urnes, les ploucs ! | Uncle Sagamore and His Girls                                    | 2001                                 |
| 0209 | Brown, Larry                                 | Joe | Joe                                                             | 2001                                 |
| 0210 | Pelot, Pierre                                | L'Été en pente douce | –                                                               | 2001                                 |
| 0211 | Simenon, Georges                             | Il pleut bergère... | –                                                               | 2001                                 |
| 0212 | Jonquet, Thierry                             | Moloch | –                                                               | 2001                                 |
| 0213 | Simenon, Georges                             | La Mauvaise Étoile | –                                                               | 2001                                 |
| 0214 | Williams, Philip Lee                         | Coup de chaud | Final Heat                                                      | 2001                                 |
| 0215 | Winslow, Don                                 | Cirque à Piccadilly | A Cool Breeze on the Underground                                | 2001                                 |
| 0216 | Boileau-Narcejac                             | Manigances | –                                                               | 2001                                 |
| 0217 | Oppel, Jean-Hugues                           | Piraña matador | –                                                               | 2001                                 |
| 0218 | Besson, Yvonne                               | Meurtres à l'antique | –                                                               | 2001                                 |
| 0219 | Dibdin, Michael                              | Derniers Feux | The Dying of the Light                                          | 2001                                 |
| 0220 | Spinrad, Norman                              | En direct | Pictures at 11                                                  | 2001                                 |
| 0221 | Williams, Charles                            | Avec un élastique | The Big Bite                                                    | 2001                                 |
| 0222 | Crumley, James                               | Le Canard siffleur mexicain | The Mexican Tree Duck                                           | 2001                                 |
| 0223 | Farrell, Henry                               | Une belle fille comme moi | Such A Gorgeous Kid Like Me                                     | 2001                                 |
| 0224 | Goodis, David                                | Tirez sur le pianiste ! | Down There                                                      | 2001                                 |
| 0225 | Irish, William                               | La Sirène du Mississippi | Waltz into Darkness                                             | 2001                                 |
| 0226 | Irish, William                               | La mariée était en noir | The Bride Wore Black                                            | 2001                                 |
| 0227 | Giovanni, José                               | Le Trou | –                                                               | 2001                                 |
| 0228 | Charyn, Jerome                               | Kermesse à Manhattan | The Education of Patrick Silver                                 | 2001                                 |
| 0229 | A.D.G.                                       | Les Trois Badours | –                                                               | 2001                                 |
| 0230 | Clément, Paul                                | Je tue à la campagne | –                                                               | 2001                                 |
| 0231 | Magnan, Pierre                               | Le Parme convient à Laviolette | –                                                               | 2001                                 |
| 0232 | Collins, Max Allan                           | La Course au sac | Blood Money                                                     | 2001                                 |
| 0233 | Oster, Jerry                                 | Affaires privées | Internal Affairs                                                | 2001                                 |
| 0234 | Pouy, Jean-Bernard                           | Nous avons brûlé une sainte | –                                                               | 2001                                 |
| 0235 | Simenon, Georges                             | La Veuve Couderc | –                                                               | 2001                                 |
| 0236 | Peter Loughran                               | Londres express | The Train Ride                                                  | 2001                                 |
| 0237 | Fleming, Ian                                 | Les diamants sont éternels | Diamonds Are Forever                                            | 2002                                 |
| 0238 | Fleming, Ian                                 | Moonraker | Moonraker                                                       | 2002                                 |
| 0239 | Simon, Wilfrid                               | La Passagère clandestine | –                                                               | 2002                                 |
| 0240 | Naughton, Edmund                             | Oh ! Collègue | The Partner                                                     | 2002                                 |
| 0241 | Offutt, Chris                                | Kentucky Straight | Kentucky Straight                                               | 2002                                 |
| 0242 | McBain, Ed                                   | Coup de chaleur | Heat                                                            | 2002                                 |
| 0243 | Chandler, Raymond                            | Le Jade du mandarin | Mandarin's Jade                                                 | 2002                                 |
| 0244 | Goodis, David                                | Les Pieds dans les nuages | Night Squad                                                     | 2002                                 |
| 0245 | Himes, Chester                               | Couché dans le pain | A Jealous Man Can't Win                                         | 2002                                 |
| 0246 | Stromme, Elizabeth                           | Gangraine | Against the Grain                                               | 2002                                 |
| 0247 | Simenon, Georges                             | Chemin sans issue | –                                                               | 2002                                 |
| 0248 | Borrelli, Paul                               | L'Ombre du chat | –                                                               | 2002                                 |
| 0249 | Brown, Larry                                 | Sale Boulot | Dirty Work                                                      | 2002                                 |
| 0250 | Crespy, Michel                               | Chasseurs de têtes | –                                                               | 2002                                 |
| 0251 | Hammett, Dashiell                            | Papier tue-mouches | Fly Paper                                                       | 2002                                 |
| 0252 | Collins, Max Allan                           | Mirage de sang | Neon Mirage                                                     | 2002                                 |
| 0253 | Chevillard, Thierry                          | The Bad Leitmotiv | –                                                               | 2002                                 |
| 0254 | Benson, Stéphanie                            | Le Loup dans la lune bleue | –                                                               | 2002                                 |
| 0255 | Charyn, Jerome                               | Zyeux-bleus | Blue Eyes                                                       | 2002                                 |
| 0256 | Thompson, Jim                                | Le Lien conjugal | The Getaway                                                     | 2002                                 |
| 0257 | Manchette, Jean-Patrick                      | Ô dingos, ô châteaux ! | –                                                               | 2002                                 |
| 0258 | Thompson, Jim                                | Le Démon dans ma peau | The Killer Inside Me                                            | 2002                                 |
| 0259 | Sabbag, Robert                               | Cocaïne Blues | Snow Blind                                                      | 2002                                 |
| 0260 | Rankin, Ian                                  | Causes mortelles | Mortal Causes                                                   | 2002                                 |
| 0261 | McBain, Ed                                   | Nids de poulets | Ice                                                             | 2002                                 |
| 0262 | Pelletier, Chantal                           | Le Chant du bouc | –                                                               | 2002                                 |
| 0263 | Delteil, Gérard                              | La confiance règne | –                                                               | 2002                                 |
| 0264 | Barcelo, François                            | Cadavres | –                                                               | 2002                                 |
| 0265 | Goodis, David                                | Cauchemar | Dark Passage                                                    | 2002                                 |
| 0266 | MacDonald, John D.                           | Strip-tilt | The Girl, The Gold Watch and Everything                         | 2002                                 |
| 0267 | Raynal, Patrick                              | Fenêtre sur femmes | –                                                               | 2002                                 |
| 0268 | Thompson, Jim                                | Des cliques et des cloaques | A Hell of Woman                                                 | 2002                                 |
| 0269 | Block, Lawrence                              | Huit millions de façons de mourir | Eight Millions Ways to Die                                      | 2002                                 |
| 0270 | Bialot, Joseph                               | Babel-ville | –                                                               | 2002                                 |
| 0271 | Williams, Charles                            | Celle qu'on montre du doigt | Talk of the Town                                                | 2002                                 |
| 0272 | Williams, Charles                            | Mieux vaut courir | Man in Motion                                                   | 2002                                 |
| 0273 | McBain, Ed                                   | Branle-bas au 87 | Hail to the Chief                                               | 2002                                 |
| 0274 | Tracy, Don                                   | Neiges d'antan | Last Year’s Snow                                                | 2002                                 |
| 0275 | Embareck, Michel                             | Dans la seringue | –                                                               | 2002                                 |
| 0276 | Rankin, Ian                                  | Ainsi saigne-t-il | Let It Bleed                                                    | 2003                                 |
| 0277 | Pronzini, Bill                               | Le Crime de John Faith | A Wasteland of Strangers                                        | 2002                                 |
| 0278 | Behm, Marc                                   | La Vierge de glace | The Ice Maiden                                                  | 2002                                 |
| 0279 | Eastwood, James                              | La Femme à abattre | Murder Inc                                                      | 2002                                 |
| 0280 | Klein, Georges                               | Libidissi | –                                                               | 2002                                 |
| 0281 | Irish, William                               | J'ai vu rouge | Fright                                                          | 2002                                 |
| 0282 | Goodis, David                                | Vendredi 13 | Black Friday                                                    | 2002                                 |
| 0283 | Himes, Chester                               | Il pleut des coups durs | If Trouble Was Money                                            | 2003                                 |
| 0284 | Nicloux, Guillaume                           | Zoocity | –                                                               | 2003                                 |
| 0285 | Belaïd, Lakhdar                              | Sérial Killers | –                                                               | 2003                                 |
| 0286 | Férey, Caryl                                 | Haka | –                                                               | 2003                                 |
| 0287 | Jonquet, Thierry                             | Le Manoir des immortelles | –                                                               | 2003                                 |
| 0288 | Simenon, Georges                             | Oncle Charles s'est enfermé | –                                                               | 2003                                 |
| 0289 | Simenon, Georges                             | 45° à l'ombre | –                                                               | 2003                                 |
| 0290 | Cain, James, M.                              | Assurance sur la mort | Three of a Kind                                                 | 2003                                 |
| 0291 | Blincoe, Nicholas                            | Acid Queen | Acid Queen                                                      | 2003                                 |
| 0292 | Cook, Robin                                  | Comment vivent les morts | How the Died Live                                               | 2003                                 |
| 0293 | Rankin, Ian                                  | L'Ombre du tueur | Black and Blue                                                  | 2003                                 |
| 0294 | Joly, François                               | Be-bop à Lola | –                                                               | 2003                                 |
| 0295 | Raynal, Patrick                              | Arrêt d'urgence | –                                                               | 2003                                 |
| 0296 | Smith, Craig                                 | Dame qui pique | Ladystinger                                                     | 2003                                 |
| 0297 | Schlink, Bernhard                            | Un hiver à Mannheim | Selbs Betrug                                                    | 2003                                 |
| 0298 | Ledesma, Francisco González                  | Le Dossier Barcelone | Expediente Barcelona                                            | 2003                                 |
| 0299 | Daeninckx, Didier                            | 12, rue Meckert | –                                                               | 2003                                 |
| 0300 | Hammett, Dashiell                            | Le Grand Braquage | The Big Knockover                                               | 2003                                 |
| 0301 | Simmons, Dan                                 | Vengeance | Hardcase                                                        | 2003                                 |
| 0302 | Steiner, Michel                              | Mainmorte | –                                                               | 2003                                 |
| 0303 | Williams, Charles                            | Une femme là-dessous | The Operator                                                    | 2003                                 |
| 0304 | Albert, Marvin                               | Un démon au paradis | The Riviera Contact                                             | 2003                                 |
| 0305 | Brown, Fredric                               | La Belle et la Bête | The Screaming Mimi                                              | 2003                                 |
| 0306 | Williams, Charles                            | Calme blanc | Dead Calm                                                       | 2003                                 |
| 0307 | Crifo, Thierry                               | La Ballade de Kouski | –                                                               | 2003                                 |
| 0308 | Giovanni, José                               | Le Deuxième Souffle | –                                                               | 2003                                 |
| 0309 | Amila, Jean                                  | La Lune d'Omaha | –                                                               | 2003                                 |
| 0310 | Nunn, Kem                                    | Surf City | Tapping the Source                                              | 2003                                 |
| 0311 | Joensuu, Matti Yrjänä                        | Harjunpää et l'Homme-oiseau | Hajunpää ja rakkauden nälkä                                     | 2003                                 |
| 0312 | Williams, Charles                            | Fantasia chez les ploucs | The Diamond Bikini                                              | 2003                                 |
| 0313 | Beinhart, Larry                              | Reality show | American Hero                                                   | 2003                                 |
| 0314 | Thornburg, Newton                            | Fin de fiesta à Santa Barbara | Cutter and Bone                                                 | 2003                                 |
| 0315 | Steiner, Michel                              | Petites morts dans un hôpital psychiatrique de cam | –                                                               | 2003                                 |
| 0316 | Wolfson, Pincus Jacob                        | À nos amours ! | Bodies ar Dust                                                  | 2003                                 |
| 0317 | Williams, Charles                            | L'Ange du foyer | Big City Girl                                                   | 2003                                 |
| 0318 | Rey, Pierre                                  | L'Ombre du paradis | –                                                               | 2003                                 |
| 0319 | Westlake, Donald E.                          | Les Cordons du poêle | The Busy Body                                                   | Jamais paru                          |
| 0320 | Thompson, Carlene                            | Ne ferme pas les yeux | Don't Close Your Eyes                                           | 2004                                 |
| 0321 | Simenon, Georges                             | Les Suicidés | –                                                               | 2004                                 |
| 0322 | Dumal, Alexandre                             | En deux temps trois mouvements | –                                                               | 2004                                 |
| 0323 | Porter, Henry                                | Une vie d'espion | A spy's life                                                    | 2004                                 |
| 0324 | Simmons, Dan                                 | L'Épée de Darwin | Darwin's Blade                                                  | 2004                                 |
| 0325 | Thibert, Colin                               | Noël au balcon | –                                                               | 2004                                 |
| 0326 | Greenan, Russell Henry                       | La Reine d'Amérique | The Queen of America                                            | 2004                                 |
| 0327 | Palahniuk, Chuck                             | Survivant | Survivor                                                        | 2004                                 |
| 0328 | Pouy, Jean Bernard                           | Les Roubignoles du destin | –                                                               | 2004                                 |
| 0329 | Friedrich, Otto                              | Le Concasseur | The Loner                                                       | 2004                                 |
| 0330 | Muratet, François                            | Le Pied-rouge | –                                                               | 2004                                 |
| 0331 | Pearson, Ridley                              | Meurtres à grande vitesse | Parallel Lies                                                   | 2004                                 |
| 0332 | Staalesen, Gunnar                            | Le Loup dans la bergerie | Bukken til havresekken                                          | 2004                                 |
| 0333 | Crumley, James                               | La Contrée finale | The Final Country                                               | 2004                                 |
| 0334 | Joensuu, Matti Yrjänä                        | Harjunpää et les Lois de l'amour | Harjunpää ja rakkauden lait                                     | 2004                                 |
| 0335 | Loubière, Sophie                             | Dernier parking avant la plage | –                                                               | 2004                                 |
| 0336 | Perissinotto, Alessandro                     | La Chanson de Colombano | La Canzone di Colombano                                         | 2004                                 |
| 0337 | Roux, Christian                              | Braquages | –                                                               | 2004                                 |
| 0338 | Staalesen, Gunnar                            | Pour le meilleur et pour le pire | Din, til døden                                                  | 2004                                 |
| 0339 | Simenon, Georges                             | Le Fils Cardinaud | –                                                               | 2004                                 |
| 0340 | Benacquista, Tonino                          | Quatre romans noirs : La Maldonne des sleepings – Les Morsures de l'aube – Trois carrés rouges sur fond noir – La Commedia des ratés                                     | –                                                               | 2004                                 |
| 0341 | Matheson, Richard                            | Les Seins de glace | Someone is Bleeding                                             | 2004                                 |
| 0342 | Berkowicz, Daniel                            | La Dernière peut-être | –                                                               | 2004                                 |
| 0343 | Simenon, Georges                             | Le Blanc à lunettes | –                                                               | 2004                                 |
| 0344 | Hurley, Graham                               | Disparu en mer | Turnstone                                                       | 2004                                 |
| 0345 | Mathieu, Bernard                             | Zé (Le Sang du Capricorne, I) | –                                                               | 2004                                 |
| 0346 | Rankin, Ian                                  | Le Jardin des pendus | The Hanging Garden                                              | 2004                                 |
| 0347 | Farris, John                                 | Furie | The Fury                                                        | 2004                                 |
| 0348 | Thompson, Carlene                            | Depuis que tu es partie | Since You've Been Gone                                          | 2004                                 |
| 0349 | Satie, Luna                                  | À la recherche de Rita Kemper | –                                                               | 2004                                 |
| 0350 | Nunn, Kem                                    | La Reine de Pomona | Pomona Queen                                                    | 2004                                 |
| 0351 | Himes, Chester                               | Dare-Dare | Run Man Run                                                     | 2004                                 |
| 0352 | Lansdale, Joe R.                             | L'Arbre à bouteilles | Mucho Mojo                                                      | 2004                                 |
| 0353 | Ferrandino, Peppe                            | Le Respect | Il Rispetto                                                     | 2004                                 |
| 0354 | Grubb, Davis                                 | La Nuit du chasseur | The Night of the Hunter                                         | 2004                                 |
| 0355 | Simenon, Georges                             | Les Pitard | –                                                               | 2004                                 |
| 0356 | Goines, Donald                               | L'Accro | Dopefiend                                                       | 2004                                 |
| 0357 | Bateman, Colin                               | La Bicyclette de la violence | Cycle of Violence                                               | 2004                                 |
| 0358 | Westerlund, Staffan                          | L'Institut de recherches | Institutet                                                      | 2005                                 |
| 0359 | Asensi, Matilde                              | Iacobus | Iacobus                                                         | 2005                                 |
| 0360 | Porter, Henry                                | Nom de code : Axiom Day | Remembrance Day                                                 | 2005                                 |
| 0361 | Thibert, Colin                               | Royal Cambouis | –                                                               | 2005                                 |
| 0362 | Staalesen, Gunnar                            | La belle dormit cent ans | Tornerose sov i hundre år                                       | 2005                                 |
| 0363 | Winslow, Don                                 | À contre-courant du grand toboggan | A Long Walk Up the Water Slide                                  | 2005                                 |
| 0364 | Lansdale, Joe R.                             | Bad Chili | Bad Chili                                                       | 2005                                 |
| 0365 | Moore, Christopher                           | Un blues de coyote | Coyote Blue                                                     | 2005                                 |
| 0366 | Nesbø, Jo                                    | L'Homme chauve-souris | Flaggermusmanne                                                 | 2005                                 |
| 0367 | Pouy, Jean Bernard                           | H4blues | –                                                               | 2005                                 |
| 0368 | Vaïner, Gueorgui Vaïner, Arkadi              | L'Évangile du bourreau | Èvangelie ot palača                                             | 2005                                 |
| 0369 | Westerlund, Staffan                          | Chant pour Jenny | Sång för Jenny                                                  | 2005                                 |
| 0370 | Palahniuk, Chuck                             | Choke | Choke                                                           | 2005                                 |
| 0371 | Simmons, Dan                                 | Revanche | Hard Freeze                                                     | 2005                                 |
| 0372 | Williams, Charles                            | La Mare aux diams | Scorpion Reef                                                   | 2005                                 |
| 0373 | Winslow, Don                                 | Au plus bas des hautes solitudes | Way Down on the High Lonely                                     | 2005                                 |
| 0374 | Walker, Lalie                                | Pour toutes les fois | –                                                               | 2005                                 |
| 0375 | Daeninckx, Didier                            | La Route du rom | –                                                               | 2005                                 |
| 0376 | Khadra, Yasmina                              | La Part du mort | –                                                               | 2005                                 |
| 0377 | Teran, Boston                                | Satan dans le désert | God is a Bullet                                                 | 2005                                 |
| 0378 | Todde, Giorgio                               | L'État des âmes | Lo stato delle anime                                            | 2005                                 |
| 0379 | Pécherot, Patrick                            | Tiuraï | –                                                               | 2005                                 |
| 0380 | Joseph, Henry                                | Le Paradis des dinosaure | Bloodwork – Dinosaur Heaven                                     | 2005                                 |
| 0381 | Pouy, Jean-Bernard                           | La Chasse au tatou dans la pampa argentine | –                                                               | 2005                                 |
| 0382 | Manchette, Jean-Patrick                      | La Princesse du sang | –                                                               | 2005                                 |
| 0383 | Hammett, Dashiell                            | L'Introuvable | The Thin Man                                                    | 2005                                 |
| 0384 | Simenon, Georges                             | Touriste de bananes | –                                                               | 2005                                 |
| 0385 | Simenon, Georges                             | Les Noces de Poitiers | –                                                               | 2005                                 |
| 0386 | Thompson, Carlene                            | Présumée Coupable | All Fall Down                                                   | 2005                                 |
| 0387 | Farris, John                                 | Terreur | The Fury and the Terror                                         | 2005                                 |
| 0388 | Manchette, Jean-Patrick Bastid, Jean-Pierre  | Laissez bronzer les cadavres ! | –                                                               | 2005                                 |
| 0389 | Hurley, Graham                               | Coups sur coups | The Take                                                        | 2005                                 |
| 0390 | Jonquet, Thierry                             | Comedia | –                                                               | 2005                                 |
| 0391 | Pelecanos, George P.                         | Le Chien qui vendait des chaussures | Shoedog                                                         | 2005                                 |
| 0392 | Rankin, Ian                                  | La Mort dans l'âme | Death Souls                                                     | 2005                                 |
| 0393 | Bruen, Ken                                   | R&B - Le Gros Coup | A White Arrest                                                  | 2005                                 |
| 0394 | McLaren, Philip                              | Tueur d'aborigènes | Scream Black Murder                                             | 2005                                 |
| 0395 | Little, Eddie                                | Encore un jour au paradis | Another Day in Paradise                                         | 2005                                 |
| 0396 | Amila, Jean                                  | Jusqu'à plus soif | –                                                               | 2005                                 |
| 0397 | Simenon, Georges                             | L'Évadé | –                                                               | 2005                                 |
| 0398 | Simenon, Georges                             | Les Sept Minutes | –                                                               | 2005                                 |
| 0399 | Davidsen, Leif                               | La Femme de Bratislava | De gode søstre                                                  | 2006                                 |
| 0400 | Gour, Batya                                  | Meurtre sur la route de Bethléem | –                                                               | 2006                                 |
| 0401 | Lamaison, Didier                             | Œdipe roi | –                                                               | 2006                                 |
| 0402 | Pelletier, Chantal                           | Éros et thalasso | –                                                               | 2006                                 |
| 0403 | Daeninckx, Didier                            | Je tue il... | –                                                               | 2006                                 |
| 0404 | Jonquet, Thierry                             | Du passé faisons table rase | –                                                               | 2006                                 |
| 0405 | Pécherot, Patrick                            | Les Brouillards de la butte | –                                                               | 2006                                 |
| 0406 | Slocombe, Romain                             | Un été japonais | –                                                               | 2006                                 |
| 0407 | Lansdale, Joe R.                             | Les Marécages | The Bottoms                                                     | 2006                                 |
| 0408 | Lashner, William                             | Vice de forme | Fatal Flaw                                                      | 2006                                 |
| 0409 | Staalesen, Gunnar                            | La Femme dans le frigo | Kvinnen i kjøleskapet                                           | 2006                                 |
| 0410 | Giesbert, Franz-Olivier                      | L'Abatteur | –                                                               | 2006                                 |
| 0411 | Crumley, James                               | Le Dernier Baiser | The Last Good Kiss                                              | 2006                                 |
| 0412 | Palahniuk, Chuik                             | Berceuse | Lullaby                                                         | 2006                                 |
| 0413 | Adamo, Christine                             | Requiem pour un poisson | –                                                               | 2006                                 |
| 0414 | Crumley, James                               | Fausse Piste | The Wrong Case                                                  | 2006                                 |
| 0415 | Battisti, Cesare                             | Les Habits d'ombre | Travestito da Uomo                                              | 2006                                 |
| 0416 | Battisti, Cesare                             | Buena onda | Buena Onda                                                      | 2006                                 |
| 0417 | Bruen, Ken                                   | Delirium tremens | The Guards                                                      | 2006                                 |
| 0418 | Nesbø, Jo                                    | Les Cafards | Kakerlakkene                                                    | 2006                                 |
| 0419 | Gour, Batya                                  | Meurtre au kibboutz | –                                                               | 2006                                 |
| 0420 | Izzo, Jean-Claude                            | La Trilogie Fabio Montale : Total Khéops - Chourmo - Solea | –                                                               | 2006                                 |
| 0421 | Kennedy, Douglas                             | Cul-de-sac | The Dead Heart                                                  | 2006                                 |
| 0422 | Mimmi, Franco                                | Notre agent en Judée | Il nostro agente in Giudea                                      | 2006                                 |
| 0423 | Férey, Caryl                                 | Plutôt crever | –                                                               | 2006                                 |
| 0424 | Thompson, Carlene                            | Si elle devait mourir | If She Should Die                                               | 2006                                 |
| 0425 | Martin, Laurent                              | L'Ivresse des dieux | –                                                               | 2006                                 |
| 0426 | Simenon, Georges                             | Quartier nègre | –                                                               | 2006                                 |
| 0427 | Vautrin, Jean                                | À bulletins rouges | –                                                               | 2006                                 |
| 0428 | Frégni, René                                 | Lettre à mes tueurs | –                                                               | 2006                                 |
| 0429 | Walker, Lalie                                | Portées disparues | –                                                               | 2006                                 |
| 0430 | Farris, John                                 | Pouvoir | The Fury and the Power                                          | 2006                                 |
| 0431 | Hurley, Graham                               | Les Anges brisés de Sommertown | Angels Passing                                                  | 2006                                 |
| 0432 | Moore, Christopher                           | Le Lézard lubrique de Melancholy Cove | The Lust Lezard of Melancholy Cove                              | 2006                                 |
| 0433 | Simmons, Dan                                 | Une balle dans la tête | Hard as Nails                                                   | 2006                                 |
| 0434 | Bartelt, Franz                               | Le Jardin du bossu | –                                                               | 2006                                 |
| 0435 | Sowa, Reiner                                 | L'Ombre de la Napola | Der Bestatter in dunkler Vergangenheit                          | 2006                                 |
| 0436 | Todde, Giorgio                               | La Peur et la Chair | Paura e carne                                                   | 2006                                 |
| 0437 | Teran, Boston                                | Discovery Bay | The Prince of Deadly Weapons                                    | 2006                                 |
| 0438 | Schlink, Bernhard                            | Le Nœud gordien | Die Gordische Schleife                                          | 2006                                 |
| 0439 | Bialot, Joseph                               | Route story | –                                                               | 2006                                 |
| 0440 | Cole, Martina                                | Sans visage | Faceless                                                        | 2006                                 |
| 0441 | Sanchez, Thomas                              | American Zazou | Zoo Suit Murders                                                | 2006                                 |
| 0442 | Simenon, Georges                             | Les Clients d'Avrenos | –                                                               | 2006                                 |
| 0443 | Simenon, Georges                             | La Maison des sept jeunes filles | –                                                               | 2006                                 |
| 0444 | Manchette, Jean-Patrick Sussman, Barth Jules | L'Homme au boulet rouge | –                                                               | 2006                                 |
| 0445 | Petievich, Gerald                            | La Sentinelle | –                                                               | 2006                                 |
| 0446 | Daeninckx, Didier                            | Nazis dans le métro | –                                                               | 2006                                 |
| 0447 | Gour, Batya                                  | Le Meurtre du samedi matin | –                                                               | 2006                                 |
| 0448 | Staalesen, Gunnar                            | La Nuit, tous les loups sont gris | I mørket er alle ulver grå                                      | 2006                                 |
| 0449 | Asensi, Matilde                              | Le Salon d'ambre | El salón de ambre                                               | 2007                                 |
| 0450 | Nesbø, Jo                                    | Rouge-gorge | Rødstrupe                                                       | 2007                                 |
| 0451 | Steinhauer, Olen                             | Cher camarade | The bridge of sights                                            | 2007                                 |
| 0452 | Dexter, Pete                                 | Deadwood | Deadwood                                                        | 2007                                 |
| 0453 | DOA                                          | La Ligne de sang | –                                                               | 2007                                 |
| 0454 | Ablow, Keith                                 | Psychopathe : une enquête du dr Frank Clevenger | Psychopath                                                      | 2007                                 |
| 0455 | Gour, Batya                                  | Meurtre à l'université | –                                                               | 2007                                 |
| 0456 | McKinty, Adrian                              | À l'automne, je serai peut-être mort | Dead I Well May Be                                              | 2007                                 |
| 0457 | Palahniuk, Chuck                             | Monstres invisibles | Invisible Monsters                                              | 2007                                 |
| 0458 | Mathieu, Bernard                             | Otelo (Le Sang du Capricorne, II) | –                                                               | 2007                                 |
| 0459 | Crumley, James                               | Folie douce | The Right Madness                                               | 2007                                 |
| 0460 | Porter, Henry                                | Empire State | Empire State                                                    | 2007                                 |
| 0461 | Chase, James Hadley                          | Pas d'orchidées pour miss Blandish | No Orchids for Miss Blandish                                    | 2007                                 |
| 0462 | Chase, James Hadley                          | La Chair de l'orchidée | The Flesh of the Orchid                                         | 2007                                 |
| 0463 | Chase, James Hadley                          | Eva | Eve                                                             | 2007                                 |
| 0464 | Vaïner, Gueorgui Vaïner, Arkadi              | 38, rue Petrovka | Mesto vstreči izmenitʹ nelʹzâ                                   | 2007                                 |
| 0465 | Bruen, Ken                                   | Toxic Blues | The Killing of the Tinkers                                      | 2007                                 |
| 0466 | Beinhart, Larry                              | Le Bibliothécaire | The Librarian                                                   | 2007                                 |
| 0467 | Férey, Caryl                                 | La Jambe gauche de Joe Strummer | –                                                               | 2007                                 |
| 0468 | Thompson, Jim                                | Deuil dans le coton | Cropper’s Cabin                                                 | 2007                                 |
| 0469 | Thompson, Jim                                | Monsieur zéro | The Nothing Man                                                 | 2007                                 |
| 0470 | Thompson, Jim                                | Éliminatoires | Wild Town                                                       | 2007                                 |
| 0471 | Thompson, Jim                                | Un chouette petit lot | A Swell-Looking Babe                                            | 2007                                 |
| 0472 | Walker, Lalie                                | N'oublie pas | –                                                               | 2007                                 |
| 0473 | Lansdale, Joe R.                             | Juillet de sang | Cold in July                                                    | 2006                                 |
| 0474 | Gour, Batya                                  | Meurtre au philharmonique | –                                                               | 2007                                 |
| 0475 | Thompson, Carlene                            | Les secrets sont éternels | Share No Secrets                                                | 2007                                 |
| 0476 | Crews, Harry                                 | Le Roi du k.o. | The Knockout Artist                                             | 2007                                 |
| 0477 | Simenon, Georges                             | Malempin | –                                                               | 2007                                 |
| 0478 | Simenon, Georges                             | Les Rescapés du Télémaque | –                                                               | 2007                                 |
| 0479 | Sanchez, Thomas                              | King Bongo | King Bongo                                                      | 2007                                 |
| 0480 | Nesbø, Jo                                    | Rue sans-souci | Sorgenfri                                                       | 2007                                 |
| 0481 | Bruen, Ken                                   | R&B - Le Mutant apprivoisé | Taming the Allien                                               | 2006                                 |
| 0482 | Moore, Christopher                           | L’Agneau | The Lamb                                                        | 2007                                 |
| 0483 | Thompson, Carlene                            | Papa est mort, Tourterelle | Tonight, You're Mine                                            | 2007                                 |
| 0484 | Davidsen, Leif                               | Le Danois serbe | Den Serbiske Dansker                                            | 2007                                 |
| 0485 | Hurley, Graham                               | La Nuit du naufrage | Deadlight                                                       | 2007                                 |
| 0486 | Burdett, John                                | Typhon sur Hong Kong | The last six millions seconds                                   | 2007                                 |
| 0487 | Clanchy, John Henshaw, Mark                  | Si Dieu dort | If God Sleeps                                                   | 2007                                 |
| 0488 | Lashner, William                             | Dette de sang | Past Due                                                        | 2007                                 |
| 0489 | Pécherot, Patrick                            | Belleville-Barcelone | –                                                               | 2007                                 |
| 0490 | Chase, James Hadley                          | Méfiez-vous, fillettes ! | Miss Callaghan Comes To Grief                                   | 2007                                 |
| 0491 | Chase, James Hadley                          | Miss Shumway jette un sort | Miss Shumway Waves A Hand                                       | 2007                                 |
| 0492 | Valdez, Joachim Sebastiano                   | Celui qui sait lire le sang | –                                                               | 2007                                 |
| 0493 | Lansdale, Joe R.                             | Un froid d'enfer | Freezer Burn                                                    | 2008                                 |
| 0494 | Thompson, Carlene                            | Tu es si jolie ce soir | The Way You Look Tonight                                        | 2008                                 |
| 0495 | Perissinotto, Alessandro                     | Train 8017 | Treno 8017                                                      | 2008                                 |
| 0496 | Chase, James Hadley                          | Il fait ce qu’il peut (Ne tirez pas sur le pianiste) | Why Pick on Me?                                                 | 2006                                 |
| 0497 | Bourcy, Thierry                              | La Cote 512 | –                                                               | 2008                                 |
| 0498 | Teran, Boston                                | Trois femmes | Woman                                                           | 2008                                 |
| 0499 | Ablow, Keith                                 | Suicidaire | Murder Suicide                                                  | 2008                                 |
| 0500 | Férey, Caryl                                 | Utu | –                                                               | 2008                                 |
| 0501 | Maugenest, Thierry                           | La Poudre des rois | –                                                               | 2008                                 |
| 0502 | Palahniuk, Chuck                             | À l'estomac | Haunted                                                         | 2008                                 |
| 0503 | Steinhauer, Olen                             | Niet camarade | The Confession                                                  | 2008                                 |
| 0504 | Adamo, Christine                             | Noir austral | –                                                               | 2008                                 |
| 0505 | Vaïner, Gueorgui Vaïner, Arkadi              | La Corde et la Pierre | Petlâ i kamenʹ v zelënoj trave                                  | 2008                                 |
| 0506 | Malte, Marcus                                | Carnage, constellation | –                                                               | 2008                                 |
| 0507 | Lansdale, Joe R.                             | Sur la ligne noire | A Fine Dark Line                                                | 2008                                 |
| 0508 | Asensi, Matilde                              | Le Dernier Caton | El último Catón                                                 | 2008                                 |
| 0509 | Staalesen, Gunnar                            | Anges déchus | Falne Engler                                                    | 2008                                 |
| 0510 | Khadra, Yasmina                              | Le Quatuor algérien | –                                                               | 2008                                 |
| 0511 | Claude, Hervé                                | Riches, cruels et fardés | –                                                               | 2008                                 |
| 0512 | Walker, Lalie                                | La Stratégie du fou | –                                                               | 2008                                 |
| 0513 | Davidsen, Leif                               | L'Ennemi dans le miroir | Fjenden i spejlet                                               | 2008                                 |
| 0514 | Chase, James Hadley                          | Pochette surprise | The Guilty Are Affraid                                          | 2008                                 |
| 0515 | Crabb, Ned                                   | La bouffe est chouette à Fatchakulla | Ralph or What's Eating the Folks in Fatchakulla County          | 2008                                 |
| 0516 | Brown, Larry                                 | L’Usine à lapins | The Rabbit Factory                                              | 2008                                 |
| 0517 | Chase, James Hadley                          | Une manche et la belle | The Sucker Punch                                                | 2008                                 |
| 0518 | Hurley, Graham                               | Les Quais de la blanche | Cut to Black                                                    | 2008                                 |
| 0519 | Malte, Marcus                                | La Part des chiens | –                                                               | 2008                                 |
| 0520 | Ndione, Abasse                               | Ramata | –                                                               | 2008                                 |
| 0521 | Pelletier, Chantal                           | More Is Less | –                                                               | 2007                                 |
| 0522 | Thompson, Carlene                            | Le Crime des roses | Last Whisper                                                    | 2008                                 |
| 0523 | Bruen, Ken                                   | Le Martyre des magdalènes | The Magdalen Martyrs                                            | 2008                                 |
| 0524 | Chandler, Raymond                            | The Long Goodbye (Sur un air de Navaja) | The Long Good-Bye                                               | 2008                                 |
| 0525 | Chase, James Hadley                          | Vipère au sein | Double Schuffle                                                 | 2008                                 |
| 0526 | Chase, James Hadley                          | Alerte aux croquemorts | Safer Dead                                                      | 2008                                 |
| 0527 | Nesbø, Jo                                    | L'Étoile du diable | Marekors                                                        | 2008                                 |
| 0528 | Bourcy, Thierry                              | L'Arme secrète de Louis Renault | –                                                               | 2008                                 |
| 0529 | Joyaud, Béatrice                             | Plaisir en bouche | –                                                               | 2008                                 |
| 0530 | Lashner, William                             | Rage de dents | Falls the Shadow                                                | 2008                                 |
| 0531 | Pécherot, Patrick                            | Boulevard des branques | –                                                               | 2008                                 |
| 0532 | Brown, Larry                                 | Fay | Fay                                                             | 2008                                 |
| 0533 | Cook, Thomas H.                              | Les Rues de feu | Streets of Fire                                                 | 2008                                 |
| 0534 | Thompson, Carlene                            | Six de cœur | In the Event of my Death                                        | 2009                                 |
| 0535 | Thompson, Carlene                            | Noir comme le souvenir | Black for Remembrance                                           | 2009                                 |
| 0536 | Steinhauer, Olen                             | 36, boulevard Yalta | 36 Yalta boulevard                                              | 2009                                 |
| 0537 | Chandler, Raymond                            | Un tueur sous la pluie - Bay City Blues - Déniche la fille | Killer in the rain - Bay City Blues - Try the Girl              | 2009                                 |
| 0538 | Williams, Charlie                            | Les Allongés | Deadfolk                                                        | 2009                                 |
| 0539 | DOA                                          | Citoyens clandestins | –                                                               | 2009                                 |
| 0540 | Bourcy, Thierry                              | Le Château d'Amberville | –                                                               | 2009                                 |
| 0541 | Trigell, Jonathan                            | Jeux d'enfants | Boy A                                                           | 2009                                 |
| 0542 | Schlink, Bernhard                            | La Fin de Selb | Selbs Mord                                                      | 2009                                 |
| 0543 | Pouy, Jean Bernard                           | La Clef des mensonges | –                                                               | 2009                                 |
| 0544 | A.D.G.                                       | Kangouroad Movie | –                                                               | 2009                                 |
| 0545 | Petit, Chris                                 | Le Tueur aux Psaumes | The Psalm Killer                                                | 2009                                 |
| 0546 | Ablow, Keith                                 | L'Architecte | The Architect                                                   | 2009                                 |
| 0547 | Chainas, Antoine                             | Versus | –                                                               | 2009                                 |
| 0548 | Lansdale, Joe R.                             | Le Mambo des deux ours | The two-bear manbo                                              | 2009                                 |
| 0549 | Mathieu, Bernard                             | Carmelita (Le Sang du Capricorne, III) | –                                                               | 2009                                 |
| 0550 | Gores, Joe                                   | Hammett | Hammett                                                         | 2009                                 |
| 0551 | Malte, Marcus                                | Le Doigt d'Horace | –                                                               | 2009                                 |
| 0552 | Nesbø, Jo                                    | Le Sauveur | Frelseren                                                       | 2009                                 |
| 0553 | Pécherot, Patrick                            | Soleil noir | –                                                               | 2009                                 |
| 0554 | Thompson, Carlene                            | Perdues de vue | Last Seen Alive                                                 | 2009                                 |
| 0555 | Crews, Harry                                 | Le Chanteur de Gospel | The Gospel Singer                                               | 2009                                 |
| 0556 | Simenon, Georges                             | La Maison du juge | –                                                               | 2009                                 |
| 0557 | Simenon, Georges                             | Cécile est morte | –                                                               | 2009                                 |
| 0558 | Simenon, Georges                             | Le Clan des Ostendais | –                                                               | 2009                                 |
| 0559 | Simenon, Georges                             | Monsieur La Souris | –                                                               | 2009                                 |
| 0560 | Lansdale, Joe R.                             | Tape-cul | Rumble Tumble                                                   | 2009                                 |
| 0561 | Lashner, William                             | L'Homme marqué | Marked Man                                                      | 2009                                 |
| 0562 | McKinty, Adrian                              | Le Fils de la mort | The Dead Yard                                                   | 2009                                 |
| 0563 | Bruen, Ken                                   | Le Dramaturge | The Dramatist                                                   | 2009                                 |
| 0564 | Malte, Marcus                                | Le Lac des singes | –                                                               | 2009                                 |
| 0565 | Palahniuk, Chuck                             | Journal intime | Diary                                                           | 2009                                 |
| 0566 | Davidsen, Leif                               | La Photo de Lime | Lime's billede                                                  | 2009                                 |
| 0567 | Sallis, James                                | Bois mort | Cypress Grove                                                   | 2009                                 |
| 0568 | Cook, Thomas H.                              | Les Ombres du passé | Into the Web                                                    | 2009                                 |
| 0569 | Clanchy, John Henshaw, Mark                  | L'Ombre de la chute | And Hope To Die                                                 | 2009                                 |
| 0570 | Steinhauer, Olen                             | La Variante Istanbul | Liberation Movements                                            | 2010                                 |
| 0571 | Bourcy, Thierry                              | Les Traites | –                                                               | 2010                                 |
| 0572 | Lansdale, Joe R.                             | Du sang dans la sciure | Sunset and Sawdust                                              | 2010                                 |
| 0573 | Valdez, Joachim Sebastiano                   | Puma qui sommeille | –                                                               | 2010                                 |
| 0574 | Denby, Joolz                                 | Stone Baby | Stone Baby                                                      | 2010                                 |
| 0575 | Nesbø, Jo                                    | Le Bonhomme de neige | Snømannen                                                       | 2010                                 |
| 0576 | Réouven, Réné                                | Histoires secrètes de Sherlock Holmes | –                                                               | 2010                                 |
| 0577 | Davidsen, Leif                               | Le Dernier Espion | Den sidste spion                                                | 2010                                 |
| 0578 | Goldstein, Guy-Philippe                      | Babel minute zéro | –                                                               | 2010                                 |
| 0579 | Stone, Nick                                  | Tonton Clarinette | Mr Clarinet                                                     | 2010                                 |
| 0580 | Jonquet, Thierry                             | Romans noirs | –                                                               | 2010                                 |
| 0581 | Pécherot, Patrick                            | Tranchecaille | –                                                               | 2010                                 |
| 0582 | Chainas, Antoine                             | Aime-moi, Casanova | –                                                               | 2010                                 |
| 0583 | Trujillo Muñoz, Gabriel                      | Tijuana City Blues | Tijuana City Blues                                              | 2010                                 |
| 0584 | Férey, Caryl                                 | Zulu | –                                                               | 2010                                 |
| 0585 | Sallis, James                                | Cripple Creek | Cripple Creek                                                   | 2010                                 |
| 0586 | Daeninckx, Didier                            | Éthique en toc | –                                                               | 2010                                 |
| 0587 | le Carré, John                               | L'Espion qui venait du froid | The Spy Who Came in from the Cold                               | 2010                                 |
| 0588 | Ford, Jeffrey                                | La Fille dans le verre | The Girl in the Glass                                           | 2010                                 |
| 0589 | Malte, Marcus                                | Garden of love | –                                                               | 2010                                 |
| 0590 | Simenon, Georges                             | Les Caves du Majestic | –                                                               | 2010                                 |
| 0591 | Simenon, Georges                             | Signé Picpus | –                                                               | 2010                                 |
| 0592 | Thompson, Carlene                            | Mortel Secret | If You Ever Tell                                                | 2010                                 |
| 0593 | Cook, Thomas H.                              | Les Feuilles mortes | Red Leaves                                                      | 2010                                 |
| 0594 | Daeninckx, Didier                            | Mémoire noire. Les enquêtes de l'inspecteur Cadin | –                                                               | 2010                                 |
| 0595 | Hurley, Graham                               | Du sang et du miel | Blood and honey                                                 | 2010                                 |
| 0596 | Krajewski, Marek                             | Les Fantômes de Breslau | Widma w miescie Breslau                                         | 2011                                 |
| 0597 | Boulay, François                             | Traces | –                                                               | 2010                                 |
| 0598 | Staalesen, Gunnar                            | Fleurs amères | –                                                               | 2010                                 |
| 0599 | Sallis, James                                | Le Faucheux | The Long Legged Fly                                             | 2010                                 |
| 0600 | Jaillet, Nicolas                             | Sansalina | –                                                               | 2010                                 |
| 0601 | Pouy, Jean Bernard                           | Le Rouge et le Vert | –                                                               | 2010                                 |
| 0602 | Lashner, William                             | Le Baiser du tueur | A Killer’s Kiss                                                 | 2010                                 |
| 0603 | Bialot, Joseph                               | La Nuit du souvenir | –                                                               | 2010                                 |
| 0604 | Simenon, Georges                             | L'Outlaw | –                                                               | 2010                                 |
| 0605 | Harrington, Kent                             | Le Serment | The Good Physician                                              | 2011                                 |
| 0606 | Bourcy, Thierry                              | Le Gendarme scalpé | –                                                               | 2011                                 |
| 0607 | Staalesen, Gunnar                            | Les chiens enterrés ne mordent pas | Begravde hunden biter ikke                                      | 2011                                 |
| 0608 | Nesbø, Jo                                    | Chasseurs de têtes | Hodejegerne                                                     | 2011                                 |
| 0609 | Hammett, Dashiell                            | Sang maudit | The Dain Curse                                                  | 2011                                 |
| 0610 | Lansdale, Joe R.                             | Vierge de cuir | Leather Maiden                                                  | 2011                                 |
| 0611 | Manotti, Dominique                           | Bien connu des services de police | –                                                               | 2011                                 |
| 0612 | Larsson, Assa                                | Horreur boréale | Solstorm                                                        | 2011                                 |
| 0613 | Noort, Saskia                                | Petits meurtres entre voisins | De eetclud                                                      | 2011                                 |
| 0614 | Kohout, Pavel                                | L'Heure étoilée du meurtrier | Hvězdná hodina vrahů                                            | 2011                                 |
| 0615 | Boileau-Narcejac                             | La Vie en miettes | –                                                               | 2011                                 |
| 0616 | Boileau-Narcejac                             | Les Veufs | –                                                               | 2011                                 |
| 0617 | Trujillo Muñoz, Gabriel                      | Loverboy | Mexicali City Blues : Loverboy                                  | 2011                                 |
| 0618 | Chainas, Antoine                             | Anaisthêsia | –                                                               | 2011                                 |
| 0619 | Cook, Thomas H.                              | Les Liens du sang | The Cloud of Unknowing                                          | 2011                                 |
| 0620 | Piccirilli, Tom                              | La Rédemption du marchand de sable | The Dead Letters                                                | 2011                                 |
| 0621 | Zamponi, Francis                             | Le Boucher de Guelma | –                                                               | 2011                                 |
| 0622 | Sallis, James                                | Papillon de nuit | Moth                                                            | 2011                                 |
| 0623 | Nunn, Kem                                    | Le Sabot du diable | The Dogs of Winter                                              | 2011                                 |
| 0624 | Hurley, Graham                               | Sur la mauvaise pente | One Under                                                       | 2011                                 |
| 0625 | Simenon, Georges                             | Bergelon | –                                                               | 2011                                 |
| 0626 | Simenon, Georges                             | Félicie est là | –                                                               | 2011                                 |
| 0627 | Bruen, Ken                                   | La Main droite du diable | Priest                                                          | 2011                                 |
| 0628 | Muir, William                                | Le Sixième Commandement | The 18th Pale Descendant                                        | 2011                                 |
| 0629 | Mitchell, Kirk                               | Dans la vallée de l'ombre de la mort | Shadow of the Valley                                            | 2011                                 |
| 0630 | Vilar, Jean-François                         | Djemila | –                                                               | 2011                                 |
| 0631 | Hammett, Dashiell                            | Moisson rouge | Red Harvest                                                     | 2011                                 |
| 0632 | Baer, Will Christopher                       | Embrasse-moi, Judas | Kiss me, Judas                                                  | 2011                                 |
| 0633 | Kerrigan, Gene                               | À la petite semaine | Little Crimes                                                   | 2011                                 |
| 0634 | Férey, Caryl                                 | Saga maorie (contient Haka et Utu ainsi qu'un chapitre inédit) | –                                                               | 2011                                 |
| 0635 | Sallis, James                                | Le Frelon noir | Black Hornet                                                    | 2011                                 |
| 0636 | Trujillo Muñoz, Gabriel                      | Mexicali City Blues | Mexicali City Blues : Puesta en Escena                          | 2011                                 |
| 0637 | Steinfest, Heinrich                          | Requins d'eau douce | Nervöse Fische                                                  | 2011                                 |
| 0638 | Lelic, Simon                                 | Rupture | –                                                               | 2012                                 |
| 0639 | Siller, Jenny                                | Flashback | Flashback                                                       | 2012                                 |
| 0640 | Valdez, Joachim Sebastiano                   | Les Larmes des innocentes | –                                                               | 2012                                 |
| 0641 | Dahl, Kjell Ola                              | L'Homme dans la vitrine | Mannen i vinduet                                                | 2012                                 |
| 0642 | Astier, Ingrid                               | Quai des enfers | –                                                               | 2012                                 |
| 0643 | Harrington, Kent                             | Jungle rouge | Red Jungle                                                      | 2012                                 |
| 0644 | Hammett, Dashiell                            | Le Faucon maltais | The Maltese Falcon                                              | 2012                                 |
| 0645 | Hammett, Dashiell                            | L'Introuvable | The Thin Man                                                    | 2012                                 |
| 0646 | DOA                                          | Le Serpent aux mille coupures | –                                                               | 2012                                 |
| 0647 | Beinhart, Larry                              | L'Évangile du billet vert | Salvation Boulevard                                             | 2012                                 |
| 0648 | Gay, William                                 | La Mort du crépuscule | Twilight                                                        | 2012                                 |
| 0649 | Trujillo Muñoz, Gabriel                      | Mezquite Road | Mexicali City Blues : Mezquite Road                             | 2012                                 |
| 0650 | Boileau-Narcejac                             | L'Âge bête | –                                                               | 2012                                 |
| 0651 | Bourdain, Anthony                            | La Surprise du chef | –                                                               | 2012                                 |
| 0652 | Máni, Stefán                                 | Noir Océan | Skipid                                                          | 2012                                 |
| 0653 | Collectif                                    | Los Angeles noir | –                                                               | 2012                                 |
| 0654 | Collectif                                    | Londres noir | –                                                               | 2012                                 |
| 0655 | Collectif                                    | Paris noir | –                                                               | 2012                                 |
| 0656 | Marpeau, Elsa                                | Les Yeux des morts | –                                                               | 2012                                 |
| 0657 | Boulay, François                             | Suite rouge | –                                                               | 2012                                 |
| 0658 | Sallis, James                                | L'Œil du criquet | Eye of the Cricket                                              | 2012                                 |
| 0659 | Nesbø, Jo                                    | Le Léopard | Panserhjerte                                                    | 2012                                 |
| 0660 | Lansdale, Joe R.                             | Vanilla Ride | Vanilla Ride                                                    | 2012                                 |
| 0661 | Flipo, Georges                               | La commissaire n'aime point les vers | –                                                               | 2013                                 |
| 0662 | Hunter, Stephen                              | Shooter | Point of Impact                                                 | 2012                                 |
| 0663 | Magnan, Pierre                               | Élégie pour Laviolette | –                                                               | 2013                                 |
| 0664 | Chase, James Hadley                          | Tu me suivras dans la tombe – Passez une bonne nuit – C'est pas dans mes cordes                                                                                          | We'll share a double funeral - Have a nice night - Not my thing | 2013                                 |
| 0665 | Simenon, Georges                             | Long Cours | –                                                               | 2012                                 |
| 0666 | Cook, Thomas H.                              | La Preuve de sang | Evidence of Blood                                               | 2012                                 |
| 0667 | Kerrigan, Gene                               | Le Chœur des paumés | The Midnight Choir                                              | 2012                                 |
| 0668 | Quadruppani, Serge                           | Saturne | –                                                               | 2012                                 |
| 0669 | Staalesen, Gunnar                            | L'Écriture sur le mur | Skriften på veggen                                              | 2012                                 |
| 0670 | Simenon, Georges                             | Chez Krull | –                                                               | 2012                                 |
| 0671 | Simenon, Georges                             | L'Inspecteur Cadavre | –                                                               | 2012                                 |
| 0672 | Try, Kjetil                                  | Noël sanglant | La de små barn komme til meg                                    | 2012                                 |
| 0673 | Hurley, Graham                               | L'Autre Côté de l'ombre | The Price of Darkness                                           | 2012                                 |
| 0674 | Roberts, John Maddox                         | Les Fantômes de Saïgon | The Ghosts of Saigon                                            | 2012                                 |
| 0675 | Krajewski, Marek                             | La Peste à Breslau | Dzuma w Breslau                                                 | 2012                                 |
| 0676 | Sallis, James                                | Bluebottle | Bluebottle                                                      | 2012                                 |
| 0677 | Meyer, Philipp                               | Un arrière-goût de rouille | American Rust                                                   | 2012                                 |
| 0678 | Malte, Marcus                                | Les Harmoniques | –                                                               | 2013                                 |
| 0679 | Simenon, Georges                             | Les Nouvelles Enquêtes de Maigret | –                                                               | 2013                                 |
| 0680 | Hammett, Dashiell                            | La Clé de verre | The Glass Key                                                   | 2013                                 |
| 0681 | Couronne, Sophie Férey, Caryl                | D'amour et dope fraîche | –                                                               | 2013                                 |
| 0682 | Ledun, Marin                                 | La Guerre des vanités | –                                                               | 2013                                 |
| 0683 | Stone, Nick                                  | Voodoo Land | King of Swords                                                  | 2013                                 |
| 0684 | Busch, Frederick                             | Filles | Girls                                                           | 2013                                 |
| 0685 | Colize, Paul                                 | Back up | –                                                               | 2013                                 |
| 0686 | Noort, Saskia                                | Retour vers la côte | Terug naar de kust                                              | 2013                                 |
| 0687 | Locke, Attica                                | Marée noire | Black Water Rising                                              | 2013                                 |
| 0688 | DOA Manotti, Dominique                       | L'Honorable Société | –                                                               | 2013                                 |
| 0689 | Thompson, Carlene                            | Les Ombres qui attendent | Nowhere to Hide                                                 | 2013                                 |
| 0690 | D’Abzac, Claude                              | Opération Cyclope | –                                                               | 2013                                 |
| 0691 | Lansdale, Joe R.                             | Tsunami mexicain | Captain's Outrageous                                            | 2013                                 |
| 0692 | Haghenbeck, F. G.                            | Martini Shoot | Trago Amargo                                                    | 2013                                 |
| 0693 | Collectif                                    | Rome noir | –                                                               | 2013                                 |
| 0694 | Collectif                                    | Mexico noir | –                                                               | 2013                                 |
| 0695 | Girard, James Preston                        | Le Veilleur | The Late Man                                                    | 2013                                 |
| 0696 | Sallis, James                                | Bête de bon dieu | Ghost of a Flea                                                 | 2013                                 |
| 0697 | Flipo, Georges                               | La commissaire n'a point l'esprit club | –                                                               | 2013                                 |
| 0698 | Hunter, Stephen                              | Le 47e Samouraï | The 47th samourai                                               | 2013                                 |
| 0699 | Anderson, Kent                               | Sympathy for the Devil | Sympathy for the Devil                                          | 2013                                 |
| 0700 | Steinfest, Heinrich                          | Le Grand Nez de Lilli Steinbeck | Die feine Nase der Lilli Steinbeck                              | 2013                                 |
| 0701 | Quadruppani, Serge                           | La Disparition soudaine des ouvrières | –                                                               | 2013                                 |
| 0702 | Bourdain, Anthony                            | Pizza créole | –                                                               | 2013                                 |
| 0703 | Busch, Frederick                             | Nord | North                                                           | 2013                                 |
| 0704 | Staalesen, Gunnar                            | Comme dans un miroir | Som i et speil                                                  | 2013                                 |
| 0705 | Ketchum, Jack                                | Une fille comme les autres | The Girl Next Door                                              | 2013                                 |
| 0706 | le Carré, John                               | Chandelles noires | A Murder of Quality                                             | 2013                                 |
| 0707 | Leroy, Jérôme                                | Le Bloc | –                                                               | 2013                                 |
| 0708 | Horwitz, Julius                              | Natural enemies | Natural enemies                                                 | 2013                                 |
| 0709 | Thompson, Carlene                            | Ceux qui se cachent | You Can Run                                                     | 2013                                 |
| 0710 | Ekelund, Fredrik                             | Le Garçon dans le chêne | Pojken i eken                                                   | 2013                                 |
| 0711 | Sallis, James                                | Salt River | Salt River                                                      | 2013                                 |
| 0712 | Simenon, Georges                             | Cour d'assises | –                                                               | 2013                                 |
| 0713 | Chainas, Antoine                             | Une histoire d'amour radioactive | –                                                               | 2014                                 |
| 0714 | Stokoe, Matthew                              | La Belle Vie | High Life                                                       | 2014                                 |
| 0715 | Forsyth, Frederick                           | Le Dossier Odessa | The Odessa File                                                 | 2014                                 |
| 0716 | Férey, Caryl                                 | Mapuche | –                                                               | 2014                                 |
| 0717 | Bill, Frank                                  | Chiennes de vies | Crimes in Southern Indiana                                      | 2014                                 |
| 0718 | Dahl, Kjell Ola                              | Faux-semblants | Kvinnen i plast                                                 | 2014                                 |
| 0719 | Bourcy, Thierry                              | Célestin Louise (contient La Cote 512, L'Arme secrète de Louis Renault, Le Château d'Amberville, Les Traîtres et Le Gendarme scalpé)                                     | –                                                               | 2014                                 |
| 0720 | Allyn, Doug                                  | Cœur de glace | Icewater Mansions                                               | 2014                                 |
| 0721 | Anderson, Kent                               | Chiens de la nuit | Night Dogs                                                      | 2014                                 |
| 0722 | Confiant, Raphaël                            | Citoyens au-dessus de tout soupçon… | –                                                               | 2014                                 |
| 0723 | Quadruppani, Serge                           | Madame Courage | –                                                               | 2014                                 |
| 0724 | Boileau-Narcejac                             | Les Magiciennes | –                                                               | 2014                                 |
| 0725 | Boileau-Narcejac                             | L'ingénieur aimait trop les chiffres | –                                                               | 2014                                 |
| 0726 | Wolf, Inger                                  | Nid de guêpes | Hvepsereden                                                     | 2014                                 |
| 0727 | Yokomizo, Seishi                             | Le Village aux huit tombes | Yatsuhakamura                                                   | 2014                                 |
| 0728 | Colize, Paul                                 | Un long moment de silence | –                                                               | 2014                                 |
| 0729 | Haghenbeck, F. G.                            | L'Affaire tequila | El caso tequila                                                 | 2014                                 |
| 0730 | Hiltunen, Pekka                              | Sans visage | Vilpittömästi sinun                                             | 2014                                 |
| 0731 | Hurley, Graham                               | Une si jolie mort | No Lovelier Death                                               | 2014                                 |
| 0732 | Simenon, Georges                             | Le Bilan Malétras | –                                                               | 2014                                 |
| 0733 | Duncan, Peter                                | Je suis un sournois | Sweet Cheat                                                     | 2014                                 |
| 0734 | Hunter, Stephen                              | Le Sniper | I, Sniper                                                       | 2014                                 |
| 0735 | Sallis, James                                | La mort aura tes yeux | Death will Have Your Eyes                                       | 2014                                 |
| 0736 | Marpeau, Elsa                                | L'Expatriée | –                                                               | 2014                                 |
| 0737 | Soares, Jô                                   | Les Yeux plus grands que le ventre | As esganadas                                                    | 2014                                 |
| 0738 | Bourcy, Thierry                              | Le Crime de l'Albatros | –                                                               | 2014                                 |
| 0739 | Chandler, Raymond                            | The Long Goodbye | The Long Good-Bye                                               | 2014                                 |
| 0740 | Jones, Matthew F.                            | Une semaine en enfer | A Single Shot                                                   | 2014                                 |
| 0741 | Nesbø, Jo                                    | Fantôme | Gjenferd                                                        | 2014                                 |
| 0742 | Deniger, Alix                                | I cursini | –                                                               | 2014                                 |
| 0743 | Bodelsen, Anders                             | Septembre rouge | Rød september                                                   | 2014                                 |
| 0744 | Pécherot, Patrick                            | La Saga des brouillards (contient Les Brouillards de la butte - Belleville-Barcelone - Boulevard des branques, sous-collection XL)                                       | –                                                               | 2014                                 |
| 0745 | Cook, Thomas H.                              | Secrets de famille (contient Les Ombres du passé - Les Feuilles mortes - Les Liens du sang, sous-collection XL)                                                          | (contient Into the Web - Red Leaves - The Cloud of Unknowing)   | 2014                                 |
| 0746 | Bruen, Ken                                   | Chemins de croix | Cross                                                           | 2014                                 |
| 0747 | Ellis, David                                 | La Comédie des menteurs | In The Company of Liars                                         | 2014                                 |
| 0748 | Boileau-Narcejac                             | À cœur perdu | –                                                               | 2014                                 |
| 0749 | Boileau-Narcejac                             | Le Mauvais Œil (contient Le Mauvais Œil et Au bois dormant) | –                                                               | 2014                                 |
| 0750 | Astier, Ingrid                               | Angle mort | –                                                               | 2015                                 |
| 0751 | Thompson, Carlene                            | Jusqu'à la fin | To the Grave                                                    | 2015                                 |
| 0752 | Redondo, Dolores                             | Le Gardien invisible | El guardián invisible                                           | 2015                                 |
| 0753 | Hammett, Dashiell                            | Le Sac de Couffignal (contient Le Sac de Couffignal, Âmes malhonnêtes et Tulip)                                                                                          | (contient The Gutting of Couffignal, Crooked Souls et Tulip)    | 2015                                 |
| 0754 | Falcone, Mario                               | L'Aube noire | L'alba nera                                                     | 2015                                 |
| 0755 | Boulay, François                             | Cette nuit… | –                                                               | 2015                                 |
| 0756 | Daeninckx, Didier                            | Têtes de Maures | –                                                               | 2015                                 |
| 0757 | Staalesen, Gunnar                            | Face à Face | Ansikt til ansikt                                               | 2015                                 |
| 0758 | Manotti, Dominique                           | L'Évasion | –                                                               | 2015                                 |
| 0759 | Guillaume, Laurent                           | Black Cocaïne | –                                                               | 2015                                 |
| 0760 | Soares, Jô                                   | Meurtres à l'Académie | Assassinatos na Academia Brasileira de letras                   | 2015                                 |
| 0761 | Wolf, Inger                                  | Mauvaises Eaux | Ondt vand                                                       | 2015                                 |
| 0762 | Nesbø, Jo                                    | Police | Politi                                                          | 2015                                 |
| 0763 | Ames, Jonathan                               | Tu n'as jamais été vraiment là | You were never really here                                      | 2015                                 |
| 0764 | Vance, Jack                                  | Méchant Garçon | Bad Ronald                                                      | 2015                                 |
| 0765 | le Carré, John                               | L'Appel du mort | Call for the Dead                                               | 2015                                 |
| 0766 | Pronzini, Bill                               | Mademoiselle Solitude | Blue Lonesome                                                   | 2015                                 |
| 0767 | Bartelt, Franz                               | Chaos de famille | –                                                               | 2015                                 |
| 0768 | Bourcy, Thierry                              | Les Ombres du Rochambeau | –                                                               | 2015                                 |
| 0769 | Simenon, Georges                             | Nouvelles exotiques | –                                                               | 2015                                 |
| 0770 | Nesbø, Jo                                    | L'Inspecteur Harry Hole (contient L'Homme chauve-souris et Les Cafards, sous-collection XL)                                                                              | (contient Flaggermusmanne et Kakerlakkene)                      | 2015                                 |
| 0771 | Lunar, Lorenzo                               | La vie est un tango | La vida es un tango                                             | 2015                                 |
| 0772 | Stone, Nick                                  | Cuba libre | Voodoo Eyes                                                     | 2015                                 |
| 0773 | Izzo, Jean-Claude                            | Fabio Montale (contient Comme chez un frère aîné… de Gianmaria Testa, Total Khéops, Chourmo et Solea, sous-collection XL)                                                | –                                                               | 2015                                 |
| 0774 | Boileau-Narcejac                             | Les Intouchables | –                                                               | 2015                                 |
| 0775 | Boileau-Narcejac                             | Les Visages de l'ombre | –                                                               | 2015                                 |
| 0776 | Lansdale, Joe R.                             | Diable rouge | Devil Red                                                       | 2015                                 |
| 0777 | Ekelund, Fredrik                             | Blueberry Hill | Blueberry Hill                                                  | 2015                                 |
| 0778 | Steinfest, Heinrich                          | Le Poil de la bête | Ein dickes Fell                                                 | 2015                                 |
| 0779 | Gour, Batya                                  | Meurtre en direct | Retsach, metsalmin                                              | 2015                                 |
| 0780 | Whale, Laurent                               | Goodbye Billy | –                                                               | 2015                                 |
| 0781 | Lansdale, Joe R.                             | Le Sang du bayou (contient Les Marécages, Sur la ligne noire et Un froid d'enfer, sous-collection XL)                                                                    | (contient The Bottoms, A Fine Dark Line et Freezer Burn)        | 2015                                 |
| 0782 | Boileau-Narcejac                             | Le Contrat | –                                                               | 2015                                 |
| 0783 | Boileau-Narcejac                             | Les Nocturnes | –                                                               | 2015                                 |
| 0784 | Simenon, Georges                             | Le Bateau d'Émile | –                                                               | 2015                                 |
| 0785 | Redondo, Dolores                             | De chair et d’os | Legado en los huesos                                            | 2016                                 |
| 0786 | Bentow, Max                                  | L'Oiseleur | Der Federmann                                                   | 2016                                 |
| 0787 | Cain, James M.                               | Bloody Cocktail | The Cocktail Waitress                                           | 2016                                 |
| 0788 | Sakey, Marcus                                | Les Brillants | Brilliance                                                      | 2016                                 |
| 0789 | Lansdale, Joe R.                             | Les Mécanos de Vénus | Savage Season                                                   | 2016                                 |
| 0790 | Leroy, Jérôme                                | L'Ange gardien | –                                                               | 2016                                 |
| 0791 | Raizer, Sébastien                            | L'Alignement des équinoxes | –                                                               | 2016                                 |
| 0792 | Manzini, Antonio                             | Piste noire | Pista nera                                                      | 2016                                 |
| 0793 | Nesbø, Jo                                    | Du sang sur la glace | Blod på snø                                                     | 2016                                 |
| 0794 | Castro, Joy                                  | Après le déluge | Hell or High Water                                              | 2016                                 |
| 0795 | Prebble, Stuart                              | Le Maître des insectes | The Insect Farm                                                 | 2016                                 |
| 0796 | Delzongle, Sonja                             | Dust | –                                                               | 2016                                 |
| 0797 | Rocha, Luís Miguel                           | Le Dernier Pape | O último papa                                                   | 2016                                 |
| 0798 | Férey, Caryl                                 | Saga maorie (contient Haka et Utu dans des versions augmentées, sous-collection XL)                                                                                      | –                                                               | 2016                                 |
| 0799 | Bourcy, Thierry                              | Célestin Louise (contient La Cote 512, L'Arme secrète de Louis Renault, Le Château d'Amberville, Les Traîtres et Le Gendarme scalpé, sous-collection XL)                 | –                                                               | 2016                                 |
| 0800 | Gornell, Barry                               | La Résurrection de Luther Grove | The Healing of Luther Grove                                     | 2016                                 |
| 0801 | Chainas, Antoine                             | Pur | –                                                               | 2016                                 |
| 0802 | Locke, Attica                                | Dernière Récolte | The Cutting Season                                              | 2016                                 |
| 0803 | Dantec, Maurice G.                           | Villa Vortex | –                                                               | 2016                                 |
| 0804 | Gordon, Howard                               | La Cible | Hard Target                                                     | 2016                                 |
| 0805 | Gardinier, Alain                             | DPRK | –                                                               | 2016                                 |
| 0806 | Simenon, Georges                             | Le Petit Docteur | –                                                               | 2016                                 |
| 0807 | Simenon, Georges                             | Les Dossiers de l'Agence O | –                                                               | 2016                                 |
| 0808 | Lambesc, Michel                              | La « Horse » | –                                                               | 2016                                 |
| 0809 | Forsyth, Frederick                           | Chacal | The Day of the Jackal                                           | 2016                                 |
| 0809 | Temple, Peter                                | Séquelles | The Broken Shore                                                | 2016                                 |
| 0810 | Staalesen, Gunnar                            | L'Enfant qui criait au loup | Dodens Drabanter                                                | 2016                                 |
| 0811 | Guillaume, Laurent                           | Delta Charlie Delta | –                                                               | 2016                                 |
| 0812 | Whale, Laurent                               | Le Manuscrit Robinson | –                                                               | 2016                                 |
| 0813 | Murphy, J. J.                                | Le Cercle des plumes assassines | Murder Your Darlings                                            | 2016                                 |
| 0814 | Maravélias, Éric                             | La Faux soyeuse | –                                                               | 2016                                 |
| 0815 | DOA                                          | Le Cycle clandestin - I (contient Citoyens clandestins et Le Serpent aux mille coupures, sous-collection XL)                                                             | –                                                               | 2016                                 |
| 0816 | McCallin, Luke                               | L'Homme de Berlin | The Man from Berlin                                             | 2016                                 |
| 0817 | Pettersson, Lars                             | La Loi des Sames | Kautokeino, en bolig kniv                                       | 2016                                 |
| 0818 | Boileau-Narcejac                             | Schuss | –                                                               | 2016                                 |
| 0819 | Manotti, Dominique                           | Or noir | –                                                               | 2017                                 |
| 0820 | Garlini, Alberto                             | Les Noirs et les Rouges | La legge dell'odio                                              | 2017                                 |
| 0821 | Sakey, Marcus                                | Un monde meilleur | A Better World                                                  | 2017                                 |
| 0822 | Bronnec, Thomas                              | Les Initiés | –                                                               | 2017                                 |
| 0823 | O'Riordan, Kate                              | La Fin d'une imposture | Penance                                                         | 2017                                 |
| 0824 | Kallentoft, Mons Lutteman, Markus            | Zack | Zack                                                            | 2017                                 |
| 0825 | Karjel, Robert                               | Mon nom est N. | De Redan Döda                                                   | 2017                                 |
| 0826 | Redondo, Dolores                             | Une offrande à la tempête | Ofrenda a la tormenta                                           | 2017                                 |
| 0827 | Minville, Benoît                             | Rural noir | –                                                               | 2017                                 |
| 0828 | Delzongle, Sonja                             | Quand la neige danse | –                                                               | 2017                                 |
| 0829 | Maggiori, Germán                             | Entre hommes | Entre hombres                                                   | 2017                                 |
| 0830 | Kirk, Shannon                                | Méthode 15-33 | Method 15-33                                                    | 2017                                 |
| 0831 | Marpeau, Elsa                                | Et ils oublieront la colère | –                                                               | 2017                                 |
| 0832 | Manzini, Antonio                             | Froid comme la mort | La Costola di Adamo                                             | 2017                                 |
| 0833 | Rocha, Luís Miguel                           | La Balle sainte | Bala Santa                                                      | 2017                                 |
| 0834 | Pécherot, Patrick                            | Une plaie ouverte | –                                                               | 2017                                 |
| 0835 | Crews, Harry                                 | Le faucon va mourir | A Hawk Is Dying                                                 | 2017                                 |
| 0836 | DOA                                          | Pukhtu : Primo | –                                                               | 2017                                 |
| 0837 | DOA                                          | Pukhtu : Secundo | –                                                               | 2017                                 |
| 0838 | Lansdale, Joe R.                             | Les Enfants de l'eau noire | Edge of Dark Water                                              | 2017                                 |
| 0839 | Staalesen, Gunnar                            | Cœurs glacés | Kalde hjerter                                                   | 2017                                 |
| 0840 | Nesbø, Jo                                    | Le Fils | Sønnen                                                          | 2017                                 |
| 0841 | McCallin, Luke                               | La Maison pâle | The Pale House                                                  | 2017                                 |
| 0842 | Férey, Caryl                                 | Les Nuits de San Francisco | –                                                               | 2017                                 |
| 0843 | Hurley, Graham                               | Le paradis n'est pas pour nous | Beyond Reach                                                    | 2017                                 |
| 0844 | Boileau-Narcejac                             | Champ clos | –                                                               | 2017                                 |
| 0845 | Block, Lawrence                              | Balade entre les tombes | A Walk Among the Tombstones                                     | 2018                                 |
| 0846 | Roy, Sandrine                                | Lynwood Miller | –                                                               | 2018                                 |
| 0847 | Carlotto, Massimo                            | La Vérité de l'Alligator | La Verità dell'Alligatore                                       | 2018                                 |
| 0848 | Philippon, Benoît                            | Cabossé | –                                                               | 2018                                 |
| 0849 | Courtois, Grégoire                           | Les Lois du ciel | –                                                               | 2018                                 |
| 0850 | Férey, Caryl                                 | Condor | –                                                               | 2018                                 |
| 0851 | Manzini, Antonio                             | Maudit Printemps | Non è stagione                                                  | 2018                                 |
| 0852 | Horst, Jørn Lier                             | Fermé pour l'hiver | Vinterstengt                                                    | 2018                                 |
| 0853 | Delzongle, Sonja                             | Récidive | –                                                               | 2018                                 |
| 0854 | Hawley, Noah                                 | Le Bon Père | The Good Father                                                 | 2018                                 |
| 0855 | Takagi, Akimitsu                             | Irezumi | Shisei Satsujin Jiken                                           | 2018                                 |
| 0856 | Guittaut, Pierric                            | La Fille de la pluie | –                                                               | 2018                                 |
| 0857 | Sakey, Marcus                                | En lettres de feu | Written in Fire                                                 | 2018                                 |
| 0858 | Asensi, Matilde                              | Le Retour du Caton | El regreso del Catón                                            | 2018                                 |
| 0859 | Ho-Kei, Chan                                 | Hong Kong noir | 13.67                                                           | 2018                                 |
| 0860 | Crews, Harry                                 | Des savons pour la vie | The Mulching of America                                         | 2018                                 |
| 0861 | Kallentoft, Mons Lutteman, Markus            | Leon | Leon                                                            | 2018                                 |
| 0862 | Marpeau, Elsa                                | Black Blocs | –                                                               | 2018                                 |
| 0863 | Nesbø, Jo                                    | Soleil de nuit | Mere blod                                                       | 2018                                 |
| 0864 | Gauthier, Brigitte                           | Personne ne le saura | –                                                               | 2018                                 |
| 0865 | Astier, Ingrid                               | Haute Voltige | –                                                               | 2018                                 |
| 0866 | D'Andrea, Luca                               | L'Essence du mal | La sostanza del male                                            | 2018                                 |
| 0867 | DOA                                          | Le Cycle clandestin - II (contient Pukhtu : Primo et Pukhtu : Secundo, sous-collection XL)                                                                               | –                                                               | 2018                                 |
| 0868 | Staalesen, Gunnar                            | Le vent l'emportera | Vi skal arve vinden                                             | 2018                                 |
| 0869 | Lighieri, Rebecca                            | Husbands | –                                                               | 2018                                 |
| 0870 | Delperdange, Patrick                         | Si tous les dieux nous abandonnent | –                                                               | 2018                                 |
| 0871 | Tucker, Neely                                | La Voie des morts | The Ways of the Dead                                            | 2018                                 |
| 0872 | Aurousseau, Nan                              | Des coccinelles dans des noyaux de cerise | –                                                               | 2019                                 |
| 0873 | Bronnec, Thomas                              | En pays conquis | –                                                               | 2019                                 |
| 0874 | Block, Lawrence                              | Le Voleur qui comptait les cuillères | The Burglar Who Counted the Spoons                              | 2019                                 |
| 0875 | Price, Steven                                | L'Homme aux deux ombres | By Gaslight                                                     | 2019                                 |
| 0876 | Pouy, Jean Bernard                           | Ma ZAD | –                                                               | 2019                                 |
| 0877 | Manzini, Antonio                             | Un homme seul | Era di Maggio                                                   | 2019                                 |
| 0878 | Horst, Jørn Lier                             | Les Chiens de chasse | Jakthundene                                                     | 2019                                 |
| 0879 | Leroy, Jérôme                                | La Petite Gauloise | –                                                               | 2019                                 |
| 0880 | Marpeau, Elsa                                | Les Corps brisés | –                                                               | 2019                                 |
| 0881 | Delzongle, Sonja                             | Boréal | –                                                               | 2019                                 |
| 0882 | Pécherot, Patrick                            | Hével | –                                                               | 2019                                 |
| 0883 | Locke, Attica                                | Pleasantville | Pleasantville                                                   | 2019                                 |
| 0884 | Crews, Harry                                 | Car | Car                                                             | 2019                                 |
| 0885 | Férey, Caryl                                 | Plus jamais seul | –                                                               | 2019                                 |
| 0886 | Goldstein, Guy-Philippe                      | Sept jours avant la nuit | –                                                               | 2019                                 |
| 0887 | Benacquista, Tonino                          | Quatre romans noirs (contient La Maldonne des sleepings, Les Morsures de l'aube, Trois carrés rouges sur fond noir et La Commedia des ratés, sous-collection XL)         | –                                                               | 2019                                 |
| 0888 | Escobar, Melba                               | Le Salon de beauté | La Casa de la Belleza                                           | 2019                                 |
| 0889 | Hawley, Noah                                 | Avant la chute | Before the Fall                                                 | 2019                                 |
| 0890 | Piccirilli, Tom                              | Les Derniers Mots | The Last Kind Words                                             | 2019                                 |
| 0891 | Nesbø, Jo                                    | La Soif | Tørst                                                           | 2019                                 |
| 0892 | Manotti, Dominique                           | Racket | –                                                               | 2019                                 |
| 0893 | Lansdale, Joe R.                             | Honky Tonk Samouraïs | Honky Tonk Samurai                                              | 2019                                 |
| 0894 | Chainas, Antoine                             | Empire des chimères | –                                                               | 2019                                 |
| 0895 | Paillard, Jean-François                      | Le Parisien | –                                                               | 2019                                 |
| 0896 | D'Andrea, Luca                               | Au cœur de la folie | Lissy                                                           | 2019                                 |
| 0897 | Delzongle, Sonja                             | Le Hameau des Purs | –                                                               | 2019                                 |
| 0898 | Staalesen, Gunnar                            | Où les roses ne meurent jamais | Der hvor roser aldri dør                                        | 2019                                 |
| 0899 | Kallentoft, Mons Lutteman, Markus            | Bambi | Bambi                                                           | 2019                                 |
| 0900 | Anderson, Kent                               | Un soleil sans espoir | Green Sun                                                       | 2020                                 |
| 0901 | Stone, Nick                                  | Le Verdict | The Verdict                                                     | 2020                                 |
| 0902 | Block, Lawrence                              | Tue-moi | Hit me                                                          | 2020                                 |
| 0903 | Horst, Jørn Lier                             | L'Usurpateur | Hulemannen                                                      | 2020                                 |
| 0904 | Howarth, Paul                                | Le Diable dans la peau | Only Killers and Thieves                                        | 2020                                 |
| 0905 | Paulin, Frédéric                             | La guerre est une ruse | –                                                               | 2020                                 |
| 0906 | Colize, Paul                                 | Un jour comme les autres | –                                                               | 2020                                 |
| 0907 | Gendron, Sébastien                           | Révolution | –                                                               | 2020                                 |
| 0908 | Pelletier, Chantal                           | Tirez sur le caviste | –                                                               | 2021                                 |
| 0909 | Delzongle, Sonja                             | Cataractes | –                                                               | 2020                                 |
| 0910 | Marpeau, Elsa                                | Son autre mort | –                                                               | 2021                                 |
| 0911 | Ide, Joe                                     | Gangs of L.A. | IQ                                                              | 2020                                 |
| 0912 | Dimitri, Francesco                           | Le Livre des choses cachées | The Book of Hidden Things                                       | 2020                                 |
| 0913 | Nesbø, Jo                                    | Macbeth | Macbeth                                                         | 2020                                 |
| 0914 | Alfon, Dov                                   | Unité 8200 | לילה ארוך בפריז                                                 | 2020                                 |
| 0915 | Leroy, Jérôme                                | Un peu tard dans la saison | –                                                               | 2020                                 |
| 0916 | Ruju, Pasquale                               | Une affaire comme les autres | Un caso como gli altri                                          | 2020                                 |
| 0917 | Pouy, Jean Bernard                           | Trilogie spinoziste (contient Spinoza encule Hegel, À sec ! : Spinoza encule Hegel, le retour et Avec une poignée de sable : Spinoza encule Hegel 3, sous-collection XL) | –                                                               | 2020                                 |
| 0918 | Mukherjee, Abir                              | L'Attaque du Calcutta-Darjeeling | A Rising Man                                                    | 2020                                 |
| 0919 | Morgiève, Richard                            | Le Cherokee | –                                                               | 2020                                 |
| 0920 | Manzini, Antonio                             | La Course des hamsters | La Giostra dei criceti                                          | 2020                                 |
| 0921 | Staalesen, Gunnar                            | Piège à loup | Ingen er så trygg i fare                                        | 2020                                 |
| 0922 | White, Christian                             | Le Mystère Sammy Went | The Nowhere Child                                               | 2020                                 |
| 0923 | Yuzuki, Yūko                                 | Le Loup d'Hiroshima | Korô no chi                                                     | 2021                                 |
| 0924 | Férey, Caryl                                 | Paz | –                                                               | 2021                                 |
| 0925 | Eisinger, Vlad                               | Du rififi à Wall Street | –                                                               | 2021                                 |
| 0926 | Bilal, Parker                                | La Cité des chacals | City of Jackals                                                 | 2021                                 |
| 0927 | Koch, Emily                                  | Il était une fois mon meurtre | If I Die Before I Wake                                          | 2021                                 |
| 0928 | Paulin, Frédéric                             | Prémices de la chute | –                                                               | 2021                                 |
| 0929 | Delzongle, Sonja                             | L'Homme de la plaine du Nord | –                                                               | 2021                                 |
| 0930 | Rutés, Sébastien                             | Mictlán | –                                                               | 2021                                 |
| 0931 | Cantaloube, Thomas                           | Requiem pour une République | –                                                               | 2021                                 |
| 0932 | Danquigny, Danü                              | Les Aigles endormis | –                                                               | 2021                                 |
| 0933 | Gendron, Sébastien                           | Fin de siècle | –                                                               | 2021                                 |
| 0934 | Horst, Jørn Lier                             | Le Disparu de Larvik | Blindgang                                                       | 2021                                 |
| 0935 | Guillaume, Laurent                           | Là où vivent les loups | –                                                               | 2021                                 |
| 0936 | Smith, J. P.                                 | Noyade | The Drowning                                                    | 2021                                 |
| 0937 | Lansdale, Joe R.                             | Rusty Puppy | Rusty Puppy                                                     | 2021                                 |
| 0938 | Mishani, Dror                                | Une deux trois | Drei                                                            | 2021                                 |
| 0939 | Meyer, Deon                                  | La Proie | Prooi                                                           | 2021                                 |
| 0940 | Nesbø, Jo                                    | Le Couteau | Kniv                                                            | 2021                                 |
| 0941 | Ide, Joe                                     | Lucky | Lucky                                                           | 2021                                 |
| 0942 | Gay, William                                 | Stoneburner | Stoneburner                                                     | 2021                                 |
| 0943 | Moulins, Jacques                             | Le Réveil de la bête | –                                                               | 2021                                 |
| 0944 | Mukherjee, Abir                              | Les Princes de Sambalpur | A Necessary Evil                                                | 2021                                 |
| 0945 | Decoin, Didier                               | Meurtre à l'anglaise | –                                                               | 2021                                 |
| 0946 | Daubas, Charles                              | Cherbourg | –                                                               | 2021                                 |
| 0947 | Pelletier, Chantal                           | Nos derniers festins | –                                                               | 2021                                 |
| 0948 | Morgiève, Richard                            | Cimetière d'étoiles | –                                                               | 2022                                 |
| 0949 | Paulin, Frédéric                             | La Fabrique de la terreur | –                                                               | 2022                                 |
| 0950 | Saule, Tristan                               | Mathilde ne dit rien | –                                                               | 2022                                 |
| 0951 | Horst, Jørn Lier                             | Le Code de Katharina | Katharina-Koden                                                 | 2022                                 |
| 0952 | Laroche, Robert de                           | La Vestale de Venise | –                                                               | 2022                                 |
| 0953 | Nicol, Mike                                  | L'Agence | Agents of the State                                             | 2022                                 |
| 0954 | Carofiglio, Gianrico                         | L'Été froid | L'estate fredda                                                 | 2022                                 |
| 0955 | Delzongle, Sonja                             | Le Dernier Chant | –                                                               | 2022                                 |
| 0956 | Song, Si-woo                                 | Le Jour du chien noir | Here Comes the Black Dog                                        | 2022                                 |
| 0957 | Locke, Attica                                | Bluebird, Bluebird | Bluebird, Bluebird                                              | 2022                                 |
| 0958 | Redondo, Dolores                             | La Face nord du cœur | La cara norte del corazón                                       | 2022                                 |
| 0959 | Barde-Cabuçon, Olivier                       | Le Cercle des rêveurs éveillés | –                                                               | 2022                                 |
| 0960 | Lansdale, Joe R.                             | Le Sourire de Jackrabbit | Jackrabbit Smile                                                | 2022                                 |
| 0961 | Le Tellier, Hervé                            | La Disparition de Perek | –                                                               | 2022                                 |
| 0962 | Manzini, Antonio                             | 07.07.07 | 7-7-2007                                                        | 2022                                 |
| 0963 | Cole, August Singer, P. W.                   | La Flotte fantôme | Ghost Fleet                                                     | 2022                                 |
| 0964 | Colize, Paul                                 | Toute la violence des hommes | –                                                               | 2022                                 |
| 0965 | Guillaume, Laurent                           | Un coin de ciel brûlait | –                                                               | 2022                                 |
| 0966 | Yuzuki, Yūko                                 | L'Œil du chien enragé | Kyōken no gan                                                   | 2022                                 |
| 0967 | Pouy, Jean Bernard Villard, Marc             | La Mère noire | –                                                               | 2022                                 |
| 0968 | Bronnec, Thomas                              | La Meute | –                                                               | 2022                                 |
| 0969 | Kuo-Li, Chang                                | Le Sniper, son wok et son fusil | The Stir-Fry Sniper                                             | 2022                                 |
| 0970 | Meyer, Deon                                  | La Femme au manteau bleu | Die vrou in die blou mantel                                     | 2022                                 |
| 0971 | Meyer, Deon                                  | Jusqu’au dernier | Feniks                                                          | 2023                                 |
| 0972 | De Mulder, Caroline                          | Manger Bambi | –                                                               | 2022                                 |
| 0973 | Marpeau, Elsa                                | L'Âme du fusil | –                                                               | 2022                                 |
| 0974 | Winton, Tim                                  | La Cavale de Jaxie Clackton | The Sepherd’s Hut                                               | 2022                                 |
| 0975 | Moulins, Jacques                             | Retour à Berlin | –                                                               | 2022                                 |
| 0976 | Gunwoo, Jeon                                 | Les Quatre Enquêtrices de la supérette Gwangseon | Salon de Holmes                                                 | 2023                                 |
| 0977 | Saule, Tristan                               | Héroïne | –                                                               | 2023                                 |
| 0978 | Nesbø, Jo                                    | Leur domaine | Lillebror                                                       | 2023                                 |
| 0979 | Mukherjee, Abir                              | Avec la permission de Gandhi | Smoke and Ashes                                                 | 2023                                 |
| 0980 | Laroche, Robert de                           | Le Maître des esprits | –                                                               | 2023                                 |
| 0981 | Paulin, Frédéric                             | La Nuit tombée sur nos âmes | –                                                               | 2023                                 |
| 0982 | Carofiglio, Gianrico                         | Une vérité changeante | Una mutevole verità                                             | 2023                                 |
| 0983 | Delzongle, Sonja                             | Abîmes | –                                                               | 2023                                 |
| 0984 | Gloaguen, Audrey                             | Semia | –                                                               | 2023                                 |
| 0985 | Leroy, Jérôme                                | Les Derniers Jours des fauves | –                                                               | 2023                                 |
| 0986 | Le Jean, Sébastien                           | Minuit moins une | –                                                               | 2023                                 |
| 0987 | Pouy, Jean Bernard                           | En attendant Dogo | –                                                               | 2023                                 |
| 0988 | Cantaloube, Thomas                           | Frakas | –                                                               | 2023                                 |
| 0989 | Irish, William                               | Le Diamant orphelin | The Orphan Diamond                                              | 2023                                 |
| 0990 | Smith, J. P.                                 | La Médium | The Summoning                                                   | 2023                                 |
| 0991 | Pelot, Pierre                                | Les Jardins d'Eden | –                                                               | 2023                                 |
| 0992 | Cole, August Singer, P. W.                   | Control | Burn-In                                                         | 2023                                 |
| 0993 | Hallett, Janice                              | Le Code Twyford | The Twyford Code                                                | 2023                                 |
| 0994 | Locke, Attica                                | Au paradis je demeure | Heaven, My Home                                                 | 2023                                 |
| 0995 | Kuo-Li, Chang                                | Le Sniper, le Président et la Triade | The Sniper and the Two Bullets                                  | 2023                                 |
| 0996 | Forsyth, Frederick                           | Les Chiens de guerre | The Dogs of War                                                 | 2023                                 |
| 0997 | Maury, Hubert Victor, Marc                   | Des hommes sans nom | –                                                               | 2023                                 |
| 0998 | Lindsay, Jeff                                | Riley tente l’impossible | Just Watch Me                                                   | 2023                                 |
| 0999 | Colize, Paul                                 | Un monde merveilleux | –                                                               | 2023                                 |
| 1000 | DOA                                          | Rétiaire(s) | –                                                               | 2024                                 |
| 1001 | Mishani, Dror                                | Une disparition inquiétante | Tik Ne'edar                                                     | 2023                                 |
| 1002 | Bronnec, Thomas                              | Collapsus | –                                                               | 2023                                 |
| 1003 | Meyer, Deon                                  | Cupidité | The Dark Flood                                                  | 2023                                 |
| 1004 | Staalesen, Gunnar                            | Grande Sœur | Storesøster                                                     | 2023                                 |
| 1005 | Burnett, William R.                          | Rien dans les manches | Little Men, Big World                                           | 2023                                 |
| 1006 | Pécherot, Patrick                            | Pour tout bagage | –                                                               | 2024                                 |
| 1007 | Horst, Jørn Lier                             | La Chambre du fils | Det innerste rommet                                             | 2024                                 |
| 1008 | Manzini, Antonio                             | Ombres et Poussières | Pulvis et umbra                                                 | 2024                                 |
| 1009 | Carrère, Cyril                               | Avant de sombrer | –                                                               | 2024                                 |
| 1010 | Meyer, Deon                                  | Les Soldats de l'aube | Orion                                                           | 2024                                 |
| 1011 | Chainas, Antoine                             | Bois-aux-Renards | –                                                               | 2024                                 |
| 1012 | Mukherjee, Abir                              | Le Soleil rouge de l'Assam | Death in the East                                               | 2024                                 |
| 1013 | Brownlow, John                               | L'Agent Seventeen | Seventeen                                                       | 2024                                 |
| 1014 | Pitz, Clarence                               | Meurs, mon ange | –                                                               | 2024                                 |
| 1015 | Carré, Gérard Cohen, Didier                  | Qui vous parle de mourir ? | –                                                               | 2024                                 |
| 1016 | Petrosky, Stanislas                          | L'Affaire de l'île Barbe | –                                                               | 2024                                 |
| 1017 | Nesbø, Jo                                    | De la jalousie | Sjalusimannen Og Andre Fortellinger                             | 2024                                 |
| 1018 | Barde-Cabuçon, Olivier                       | Hollywood s'en va en guerre | –                                                               | 2024                                 |
| 1019 | Mishani, Dror                                | Un simple enquêteur | Emuna                                                           | 2024                                 |
| 1020 | Mishani, Dror                                | La Violence en embuscade | Efsharut shel Alimut                                            | 2024                                 |
| 1021 | Pavone, Chris                                | Deux nuits à Lisbonne | Two Nights in Lisbon                                            | 2024                                 |
| 1022 |                                              | |                                                                 |                                      |
| 1023 | Godoc, Philippe                              | Kepone | –                                                               | 2024                                 |
| 1024 | Togawa, Masako                               | Le Passe-partout | Ōinaru gen'ei                                                   | 2024                                 |
| 1025 | Williams, Gordon                             | Les Chiens de paille | The Siege of Trencher's Farm                                    | 2024                                 |
| 1026 | Pérez-Reverte, Arturo                        | Le Tableau du maître flamand | La tabla de Flandes                                             | 2024                                 |
| 1027 | Paulin, Frédéric                             | Les Cancrelats à coups de machette | –                                                               | 2024                                 |
| 1028 | Ledun, Marin                                 | Free Queens | –                                                               | 2024                                 |
| 1029 | Meyer, Deon                                  | L'Âme du chasseur | Proteus                                                         | 2024                                 |
| 1030 | Colize, Paul                                 | Devant Dieu et les hommes | –                                                               | 2024                                 |
| 1031 | Moulins, Jacques                             | Menaces italiennes | –                                                               | 2024                                 |
| 1032 | Piper, Evelyn                                | Bunny Lake a disparu | Bunny Lake Is Missing                                           | 2024                                 |
| 1033 | Gresham, William Lindsay                     | Nightmare Alley | Nightmare Alley                                                 | 2024                                 |
| 1034 | Carofiglio, Gianrico                         | La Version de Fenoglio | La versione di Fenoglio                                         | 2024                                 |
| 1035 | Férey, Caryl                                 | Okavango | –                                                               | 2025                                 |
| 1036 | Schmidt, Joachim B.                          | Kalmann | Kalmann                                                         | 2025                                 |
| 1037 | Bordaçarre, Olivier                          | La Disparition d'Hervé Snout | –                                                               | 2025                                 |
| 1038 | Courban, Alexandre                           | Passage de l'Avenir, 1934 | –                                                               | 2025                                 |
| 1039 | Carrère, Cyril                               | La Colère d'Izanagi | –                                                               | 2025                                 |
| 1040 | Horst, Jørn Lier                             | Le Mal en personne | Illvilje                                                        | 2025                                 |
| 1041 | Mukherjee, Abir                              | Les Ombres de Bombay | The Shadows of Men                                              | 2025                                 |
| 1042 | Pariente, Marto                              | La Sagesse de l'idiot | La Cordura del idiota                                           | 2025                                 |
| 1043 | Pitz, Clarence                               | Ineffaçables | –                                                               | 2025                                 |
| 1044 | Petrosky, Stanislas                          | L'Affaire Echallier | –                                                               | 2025                                 |
| 1045 | Cantaloube, Thomas                           | Mai 67 | –                                                               | 2025                                 |
| 1046 | Himes, Chester                               | Retour en Afrique | Cotton Comes to Harlem                                          | 2025                                 |
| 1047 | Mogliasso, Rosa                              | L'Irrésistible Appel de la vengeance | L'irresistibile simmetria della vendetta                        | 2025                                 |
| 1048 | Lindsay, Jeff                                | Riley s'attaque au Vatican | Fool Me Twice                                                   | 2025                                 |
| 1049 | Le Jean, Sébastien                           | La Conspiration de L'Hydre | –                                                               | 2025                                 |
| 1050 | Nesbø, Jo                                    | Éclipse totale | Blodmane                                                        | 2025                                 |
| 1051 | Percin, Anne                                 | Les Loups de Babylone | –                                                               | 2025                                 |
| 1052 | Pelot, Pierre                                | Loin en amont du ciel | –                                                               | 2025                                 |
| 1053 |                                              | |                                                                 |                                      |
| 1054 | Hallett, Janice                              | La Cagnotte | The Appeal                                                      | 2025                                 |
| 1055 | Paulin, Frédéric                             | Nul ennemi comme un frère | –                                                               | 2025                                 |